# Biografielijst Be

## Bea

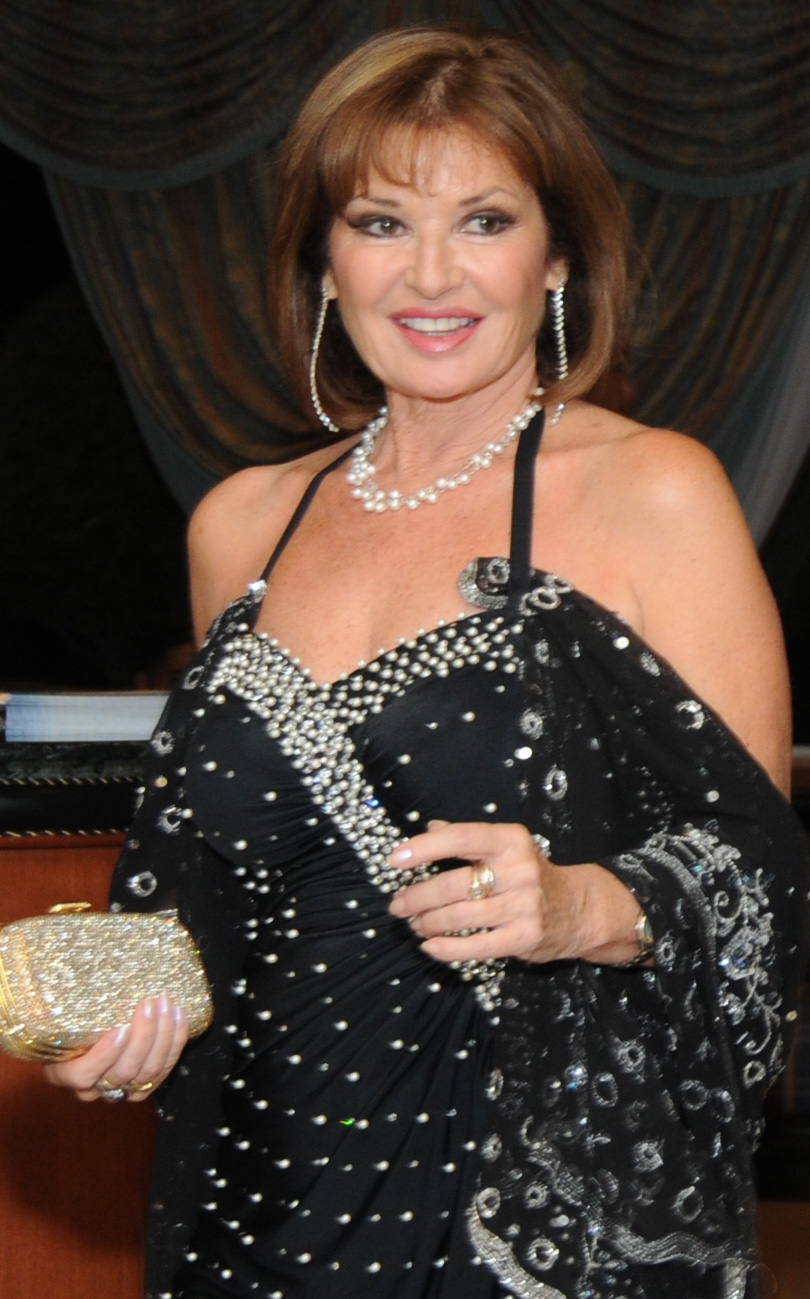
Stephanie Beacham, 2009

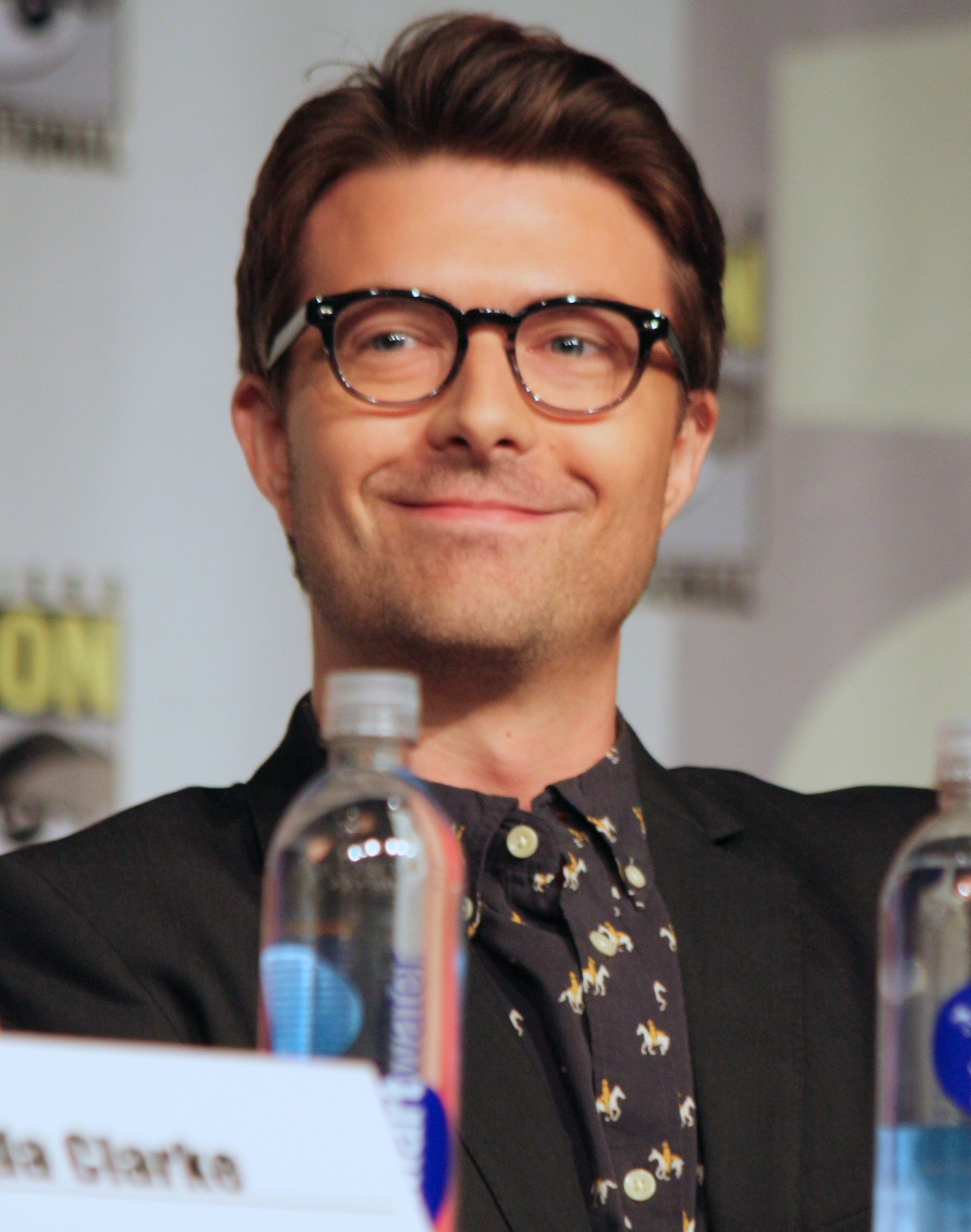
Noah Bean, 2013

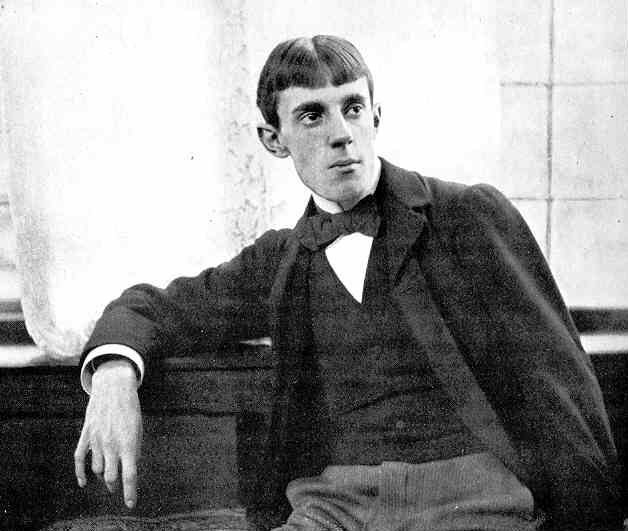
Aubrey Beardsley

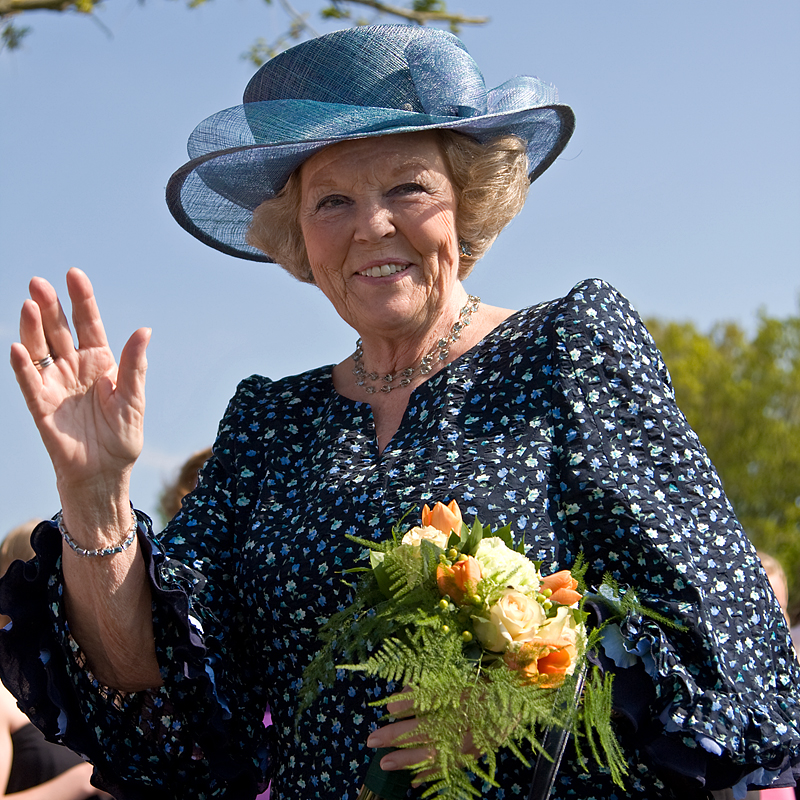
Beatrix der Nederlanden

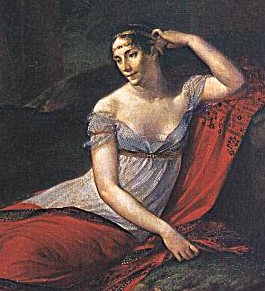
Josephine de Beauharnais

- Augustin Bea (1881-1968), Duits geestelijke en kardinaal van de katholieke kerk
- Michael Beach (1963), Amerikaans acteur
- Stephanie Beacham (1947), Engels actrice
- Luc Beaucourt (1948-2021), Belgisch urgentiearts
- Jermaine Beal (1987), Amerikaans basketballer
- Jennifer Beals (1963), Amerikaans actrice
- Bob Beamon (1946), Amerikaans atleet
- Alan Bean (1932-2018), Amerikaans astronaut
- Noah Bean (1978), Amerikaans acteur
- Roy Bean (1825-1903), roemrucht figuur uit het Wilde Westen
- Sean Bean (1959), Brits acteur
- Greg Bear (1951-2022), Amerikaans sciencefictionschrijver
- Amanda Beard (1981), Amerikaanse zwemster
- Ralph Beard (1927-2007), Amerikaans basketballer
- Aubrey Beardsley (1872-1898), Engels illustrator en schrijver
- Peter Beardsley (1961), Engels voetballer
- Oliver Bearman (2005), Brits autocoureur
- Emmanuelle Béart (1963), Frans actrice
- Enzo Bearzot (1927-2010), Italiaans voetballer en voetbalcoach
- Steve Beaton (1964), Brits darter
- Daryl Beattie (1970), Australisch motorcoureur
- Ned Beatty (1937-2021), Amerikaans acteur
- Beatrix (1938), prinses van Nederland
- Beatrix van Limburg († 12 juli na 1164), Duitse adellijke vrouw
- Jean-Guillaume Béatrix (1988), Frans biatleet
- Stephanie Beatriz (1981), Amerikaans actrice
- Maureen Beattie (1953), Iers actrice
- David Beatty (1871-1936), Brits admiraal
- Warren Beatty (1937), Amerikaans acteur, producer en regisseur
- Julos Beaucarne (1936-2021), Franstalig Belgisch zanger
- George Beauchamp (1899-1941), Amerikaans uitvinder van muziekinstrumenten
- Lambert Beauduin (1873-1960), Belgisch benedictijner monnik
- Binnert Philip de Beaufort (1852-1898), Nederlands burgemeester
- Binnert Philip de Beaufort (1970), Nederlands schrijver
- Carel Godin de Beaufort (1934-1964), Nederlands jonkheer
- Francis Beaufort (1774-1857), Brits admiraal
- Hans de Beaufort (1915-1942), Nederlands motorcoureur en verzetsstrijder
- Henriette de Beaufort (1890-1982), Nederlands geschiedkundige
- India de Beaufort (1987), Brits actrice, zangeres en songwriter
- Karel Antonie Godin de Beaufort (1850-1921), Nederlands jonkheer en politicus
- Pierre Roger de Beaufort (1291-1352), paus Clemens VI
- Pierre Roger de Beaufort (ca. 1330-1378), paus Gregorius XI
- Pieter Paul de Beaufort (1886-1953), Nederlands burgemeester
- Alexandre de Beauharnais (1760-1794), Frans generaal
- Eugène de Beauharnais (1781-1824), groothertog van Frankfurt
- Joséphine de Beauharnais (1763-1814), Frans echtgenote van Napoleon Bonaparte
- Corey Beaulieu (1983), Amerikaans gitarist
- Jean-Pierre de Beaulieu (1725-1819), Oostenrijks militair
- Trace Beaulieu (1958), Amerikaans poppenspeler, acteur en schrijver
- Alex Beaulieu-Marchand (1994), Canadees freestyleskiër
- Anne Beaumanoir (1923-2022), Frans neurofysioloog
- Sterling Beaumon (1995), Amerikaans acteur
- Charlotte Beaumont (1995), Brits actrice
- André Beauneveu (ca. 1335-ca. 1400), Zuid-Nederlands beeldhouwer en kunstschilder
- P.G.T. Beauregard (1818-1893), Amerikaans militair
- Simone de Beauvoir (1908-1986), Frans schrijfster, filosofe en feministe
- Jim Beaver (1950), Amerikaans acteur, scenarioschrijver, filmproducent en (toneel)schrijver
- Josh Beaver (1993), Australisch zwemmer

## Beb
- Hazem al-Beblawi (1936), Egyptisch econoom en politicus

## Bec

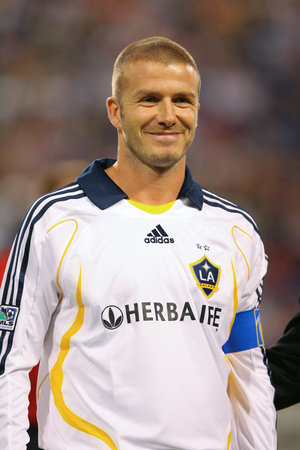
David Beckham

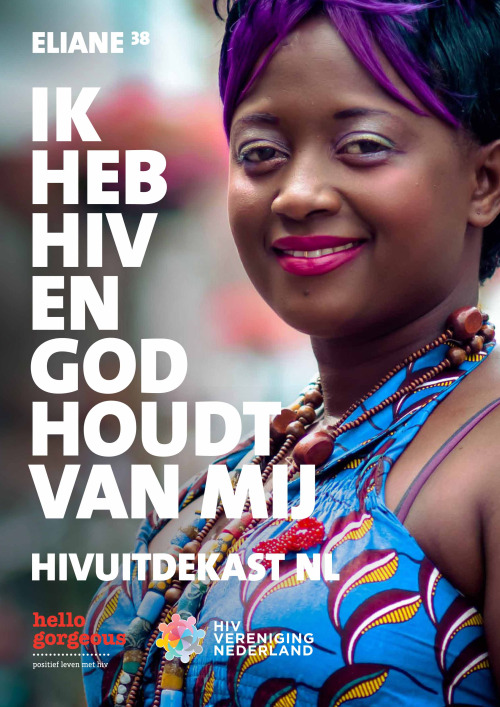
Eliane Becks Nininahazwe

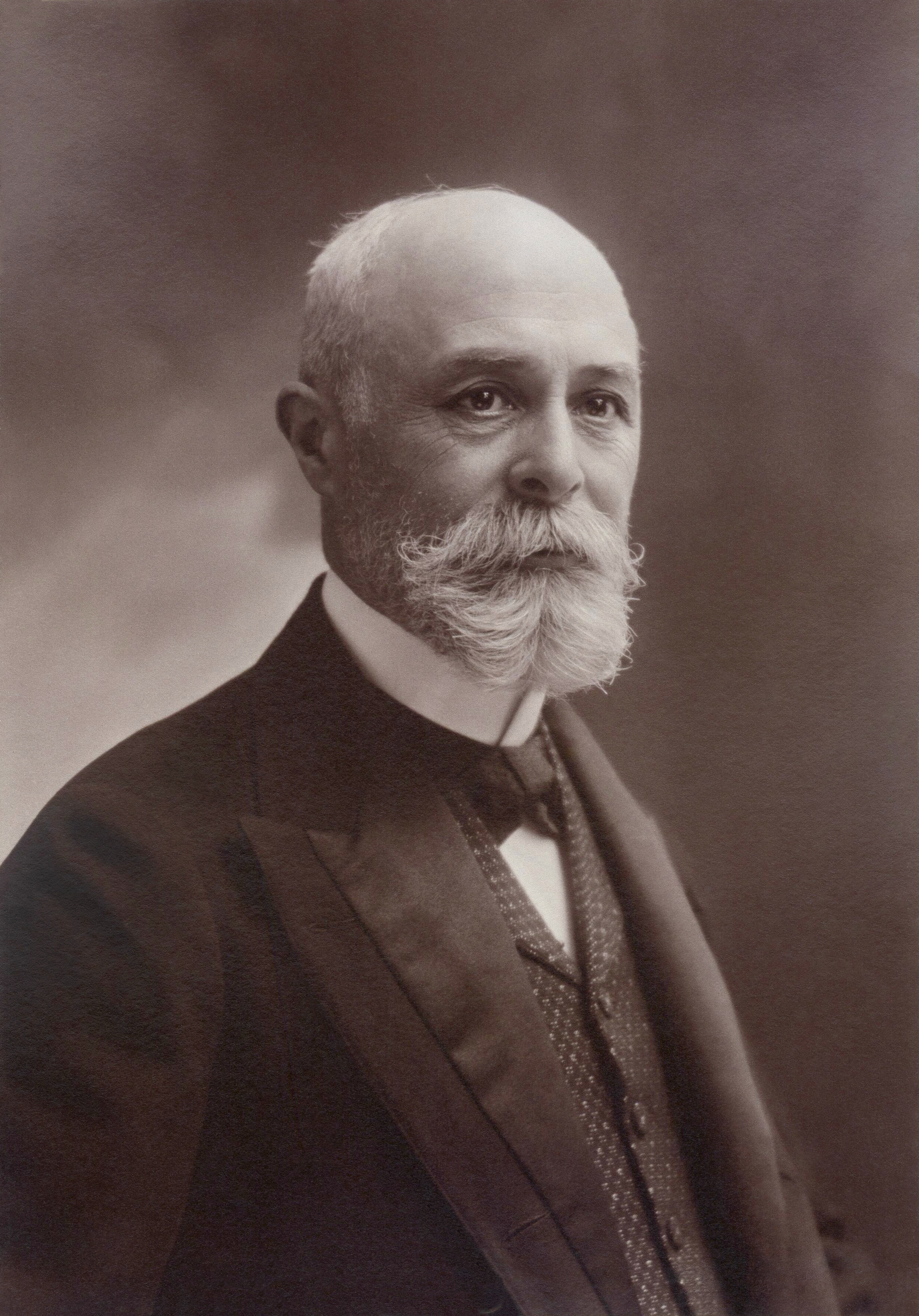
Henri Becquerel

- Gilbert Bécaud (1927-2001), Frans zanger
- Jan Becaus (1948), Belgisch journalist, nieuwslezer en politicus
- Yvon Becaus (1936-2016), Belgisch bokser
- Luigi Beccali (1907-1990), Italiaans atleet
- Cesare Beccaria (1738-1794), Italiaans filosoof
- Giovanni Beccaria (1716-1781), Italiaans natuurkundige
- Elson Becerra (1978-2006), Colombiaans voetballer
- Mathias Beche (1986), Zwitsers autocoureur
- Maryna Bech-Romantsjoek (1995), Oekraïens atlete
- Sidney Bechet (1897-1959), Amerikaans jazz-saxofonist, klarinettist en componist
- Vladimir Bechterev (1857-1927), Russisch neuroloog
- Beck (1970), Amerikaans popmusicus
- Aaron Temkin Beck (1921-2021), Amerikaanse psychiater, psychotherapeut en professor
- Andreas Beck (1986), Duits tennisser
- Andreas Beck (1987), Duits voetballer
- Annelies Beck (1973), Vlaams presentatrice
- Annika Beck (1994), Duits tennisster
- Antoon Beck (1909-1993), Belgisch chirurg en senator
- Béatrix Beck (1914-2008), Frans schrijfster
- Byron Beck (1945), Amerikaans basketballer
- Christophe Beck (1972), Canadees filmcomponist
- Darren Beck (1978), Australisch golfer
- David Beck (1621-1656), Nederlands portretschilder
- Don Edward Beck (1937-2022), Amerikaans managementconsultant
- Franz Ignaz Beck (1734-1809), Duits componist
- Gerlinde Beck (1930-2006), Duits schilder en beeldhouwer
- Glenn Beck (1964), Amerikaans presentator
- Hans Beck (1929-2009), Duits speelgoedontwerper
- Hetty Beck (1888-1979), Nederlands hoorspelactrice
- James Beck (1929-1973), Brits acteur
- Jan Beck (1933-2012), Nederlands voetbalscheidsrechter
- Jeff Beck (1944-2023), Brits gitarist
- Johan van Beck (1588-1648), Zuid-Nederlands veldheer
- John Beck (1943), Amerikaans acteur
- Julian Beck (1925-1985), Amerikaans acteur, regisseur, dichter en kunstschilder
- Karol Beck (1982), Slowaaks tennisser
- Kimberly Beck (1956), Amerikaans actrice
- Kurt Beck (1949), Duits politicus
- Ludwig Beck (1880-1944), Duits generaal
- Martina Beck (1979), Duits biatlete
- Max Wladimir von Beck (1854-1943), Oostenrijks politicus
- Michael Beck (1949), Amerikaans acteur
- Noelle Beck (1968), Amerikaans actrice
- Pia Beck (1925-2009), Nederlands jazzpianiste
- Robin Beck (1954), Amerikaans zangeres
- Roland Beck (1959), Liechtensteins voetbalscheidsrechter
- Simon Beck (1959), Brits kunstenaar
- Thomas Beck (1899-1963), Noors organist, dirigent en componist
- Thomas Beck (1981), Liechtensteins voetballer
- Timothy Beck (1977), Nederlands atleet en bobsleeër
- Tom Beck (1978), Duits acteur en zanger
- Ulrich Beck (1944-2015), Duits socioloog
- Volker Beck (1956), Oost-Duits atleet
- Volker Beck (1960), Duits politicus
- Tijl Beckand (1974), Nederlands cabaretier en tv-presentator
- Franz Beckenbauer (1945-2024), (West-)Duits voetballer, voetbaltrainer en sportbestuurder
- Andreas Becker (1970), Duits hockeyer
- Benjamin Becker (1981), Duits tennisser
- Boris Becker (1967), Duits tennisser
- Bowen Becker (1997), Amerikaans zwemmer
- Bruno Becker (1885-1968), Nederlands historicus, slavist en hoogleraar
- Eddy Becker (1947), Nederlands presentator
- Gerry Becker (1951-2019), Amerikaans acteur
- Howard Becker (1928-2023), Amerikaans socioloog
- Jacques Becker (1906-1960), Frans filmregisseur
- Otto Becker (1958), Duits ruiter
- Walter Becker (1950-2017), Amerikaans gitarist
- Wolfgang Becker (1954-2024), Duits filmregisseur
- Arianne Beckers (1989), Nederlands atlete
- Paul Beckers (1962), Belgisch atleet
- Pierre-Olivier Beckers-Vieujant (1960), Belgisch sportbestuurder en ondernemer
- Ria Beckers (1938-2006), Nederlands politica en bestuurder
- Margaret Beckett (1943), Brits politica
- Samuel Beckett (1906-1989), Iers-Frans schrijver
- James Beckford (1975), Jamaicaans atleet
- David Beckham (1975), Brits voetballer
- Victoria Beckham-Adams (1974), Brits zangeres
- Robèrt van Beckhoven (1961), Nederlands presentator en patissier
- David Beckmann (2000), Duits autocoureur
- Thea Beckmann (1923-2004), Nederlands schrijfster
- Max Beckmann (1884-1950), Duits kunstschilder
- Eliane Becks Nininahazwe (1976), Burundees aidsactiviste
- Elvira Becks (1976), Nederlands turnster
- Inge Becks (1966), Belgisch presentatrice
- Günther Beckstein (1943), Duits advocaat en politicus (o.a. premier van Beieren)
- Ruth Becquart (?), Vlaams actrice
- Gustavo Adolfo Bécquer (1836-1870), Spaans toneelschrijver en dichter
- Antoine César Becquerel (1788-1878), Frans natuurkundige
- Antoine Henri Becquerel (1852-1908), Frans natuurkundige
- Jean Becquerel (1878-1953), Frans natuurkundige
- Omer Becu (1902-1982), Belgisch syndicalist en vakbondsbestuurder
- Silke Becu (1988), Belgisch actrice en theatermaker
- Brigitte Becue (1972), Belgisch zwemster

## Bed
- Pedro Henrique Nogueira Beda (1989), Braziliaans voetballer
- Éric Bédard (1976), Canadees shorttracker
- Peer Bedaux (1940), Nederlands architect
- Bonnie Bedelia (1948), Amerikaans actrice
- David Bedford (1937-2011), Engels componist
- Henri Konan Bédié (1934-2023), Ivoriaans politicus; president van 1993 tot 1999
- Joseph Bédier (1864-1938), Frans literatuurhistoricus
- Kenneth Bednarek (1998), Amerikaans atleet
- Nikita Bedrin (2006), Russisch autocoureur
- Hanna Bedryńska (1924-2009), Pools actrice

## Bee

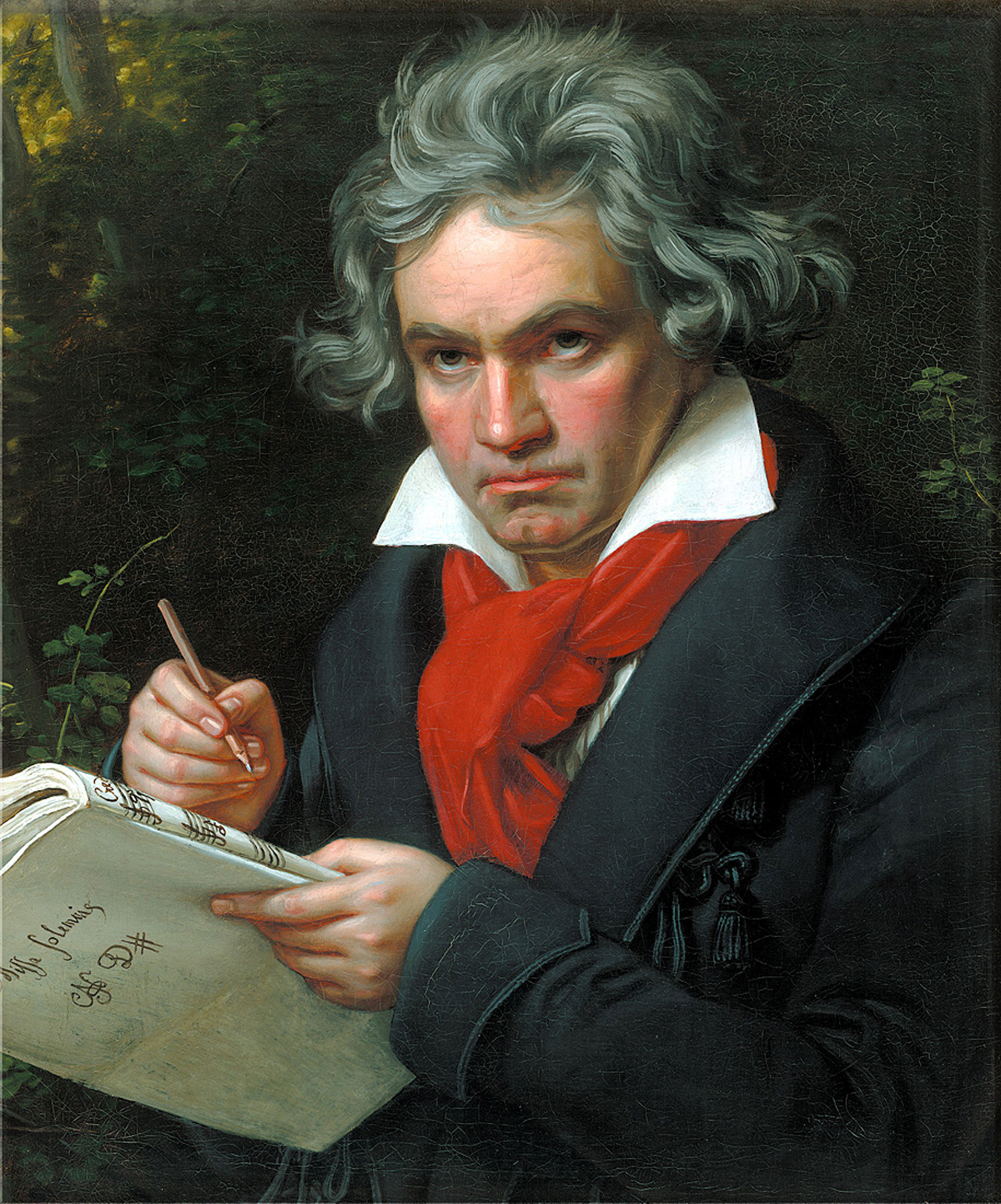
Ludwig van Beethoven

- Enrique Beech (1920-2012), Filipijns voetballer en schietsporter
- Emily Beecham (1984), Brits actrice
- Thomas Beecham (1879-1961), Brits dirigent
- Klaas van Beeck (1903-1979), Nederlands orkestleider
- Fernand de Beeckman (1845-1918), Belgisch kunstschilder en filantroop
- Isaac Beeckman (1588-1637), Nederlands filosoof
- Captain Beefheart (1941), Amerikaans muzikant en schilder
- Carin ter Beek (1970), Nederlands roeister
- Dais ter Beek (1936-2023), Nederlands voetballer
- Donny van de Beek (1997), Nederlands voetballer
- Fred van Beek (1930-2023), Nederlands yogaleraar
- Harold van Beek (1962), Nederlands atleet
- Nicolaas van Beek (1938-2023) Nederlands kunstenaar
- Ina van der Beek (1953), Nederlands auteur
- Jan van Beek (1925-2011), Nederlands journalist
- Johannes Casper van Beek (1877-1951), Nederlands politicus
- Pierre Beek (1945-2009), Nederlands zanger en bassist
- Relus ter Beek (1944-2008), Nederlands politicus
- Willibrord van Beek (1949), Nederlands politicus
- Wim van der Beek, Nederlands zanger en muzikant
- Cynthia Beekhuis (1990), Nederlands voetbalster
- Christiaan Houdijn Beekhuis (1899-1975), Nederlands jurist
- Christiaan Houdijn Beekhuis (1926-2023), Nederlands jurist
- Jacob Houdijn Beekhuis (1903-1988), Nederlands jurist
- Lois Beekhuizen (2004), Nederlandse actrice en zangeres
- Nyncke Beekhuyzen (1980), Nederlands actrice
- Mary Beekman (1884-1957), Nederlands actrice
- Louis Beel (1902-1977), premier van Nederland (1946-1948 en 1958-1959)
- Stéphane Beel (1955), Belgisch architect
- Frans Beelaerts van Blokland (1775-1884), Nederlands jurist
- Frans Beelaerts van Blokland (1872–1956), Nederlands politicus
- Gerard Beelaerts van Blokland (1772–1844), Nederlands politicus
- Gerard Jacob Theodoor Beelaerts van Blokland (1843-1897), Nederlands politicus
- Jan Beelaerts van Blokland (1909-2005), Nederlands militair
- Johannes Beelaerts van Blokland (1877-1960), Nederlands politicus
- Pieter Beelaerts van Blokland (1932), Nederlands politicus
- Willem Adriaan Beelaerts van Blokland (1883-1935), Nederlands politicus en griffier van de Eerste Kamer
- Ab van Beelen (1946), Nederlands ambtenaar en politicus
- Adri van Beelen (1959), Nederlands journalist en programmamaker
- Rich Beem (1970), Amerikaans golfer
- Greg Beeman (1962), Amerikaans regisseur en producer
- Dick Been (1914-1978), Nederlands voetballer
- Harry Been (1949), Nederlands sportbestuurder
- Mario Been (1963), Nederlands voetballer en voetbalcoach
- Hank Beenders (1916-2003), Nederlands-Amerikaans basketballer
- Leo Beenhakker (1942-2025), Nederlands voetballer en voetbaltrainer
- Christopher Beeny (1941-2020), Brits acteur
- Nicolas Beer (1996), Deens autocoureur
- Pol de Beer (1934-2024), Nederlands politicus
- Roman de Beer (1994), Zuid-Afrikaans autocoureur
- Ludger Beerbaum (1963), Duits springruiter
- Markus Beerbaum (1970), Duits springruiter
- Georges Beerden (1938-2010), Belgisch politicus
- Bet van Beeren (1902-1967), Nederlands caféuitbaatster
- Leo Beerendonk (1938-2022), Nederlands voetballer en trainer
- Roy Beerens (1987), Nederlands voetballer
- August Beernaert (1829-1912), Belgisch politicus en mensenrechtenactivist
- Euphrosine-Joséphine Beernaert (1831-1901), Belgisch landschapsschilderes
- Isabelle Beernaert (1973), Belgisch choreografe en theaterproducente
- Jordy Beernaert (1967), Belgisch atleet
- Maité Beernaert (2001), Belgisch atlete
- Hans van Beers (1941-2015), Nederlands bestuurder
- Paul 'Beers (1935-2024), Nederlands vertaler
- Ellen Beerthuis-Roos (1926), Nederlands beeldhouwer
- Dan Beery (1975), Amerikaans roeier
- Richard Beesly (1907-1965), Brits roeier
- Ludwig van Beethoven (1770-1827), Duits componist
- Nicolaas Beets (1814-1903), Nederlands dichter, schrijver, predikant en theoloog

## Bef
- Joey DeFrancesco (1971-2022), Amerikaans jazzorganist

## Beg
- Leslie Bega (1967), Amerikaans actrice
- Lou Bega (1975), Duits zanger
- Romela Begaj (1986), Albanees gewichthefster
- Dino Beganovic (2004), Zweeds-Bosnisch autocoureur
- Heather Begg (1932-2009), Nieuw-Zeelands operazangeres
- Jan Béghin (1949-2022), Belgisch politicus
- Benny Begin (1943), Israëlisch geoloog en politicus
- Menachem Begin (1913-1992), Israëlisch premier (1977-1983)
- Alberto Begné Guerra (1963), Mexicaanse politicus
- Zvonko Bego (1940), Kroatisch voetballer

## Beh
- Günter Behnisch (1922-2010), Duits architect
- Robert Behnken (1970), Amerikaans ruimtevaarder
- Benny Behr (1911-1995), Nederlands jazzviolist
- Hans-Georg Behr (1937-2010), Oostenrijks journalist en schrijver
- Jean Behra (1921-1959), Frans autocoureur
- José Behra (1924-1997), Frans autocoureur
- Tomas Behrend (1974), Duits tennisser
- Fritz Behrendt (1925-2008), Nederlands cartoonist en illustrator
- Jutta Behrendt (1960), Oost-Duits roeister
- Emil Adolf von Behring (1854-1917), Duits medicus en Nobelprijswinnaar

## Bei
- Leen de Beij (1935-2005), Nederlands politicus
- Jaap Beije (1927), Nederlands roeier en chirurg
- Jos Beijer (1970-2011), Nederlands kerkmusicus
- Jan Beijert (1928-2007), Nederlands bestuurder, politicus en columnist
- Teun Beijnen (1899-1949), Nederlands roeier en fruitteler
- Everhard van Beijnum (1894-1957), Nederlands muziekpedagoog
- Marten Beinema (1932-2008), Nederlands leraar en politicus
- Albert Beintema (1944), Nederlands bioloog en schrijver
- Job Beintema (1995), Nederlands atleet
- Eduard van Beinum (1900-1959), Nederlands dirigent
- Lourenço Beirão da Veiga (1979), Portugees autocoureur
- Pit Beirer (1972), Duits motorcrosser
- Elizabeth Beisel (1992), Amerikaans zwemster
- Tineke Beishuizen (1938-2023), Nederlands schrijfster en columniste
- Ruth Beitia (1979), Spaans atlete

## Bej
- Maurice Béjart (1927-2007), Frans choreograaf
- Joelija Bejhelzymer (1983), Oekraïens tennisspeelster

## Bek
- Piet Bekaert (1939-2000), Belgisch kunstenaar
- Carel Beke (1913-2007), Nederlands (kinderboeken)schrijver
- Frank Beke (1946), Belgisch politicus
- Joos van den Beke (ca.1464-ca.1540), Zuid-Nederlands kunstschilder
- Wouter Beke (1974), Belgisch partijvoorzitter
- Alemitu Bekele (1977), Turks-Ethiopisch atlete
- Atelaw Bekele (1987), Ethiopisch-Belgisch atleet
- Bezunesh Bekele (1983), Ethiopisch atlete
- Kenenisa Bekele (1982), Ethiopisch atleet
- Tariku Bekele (1987), Ethiopisch atleet
- Jacob Bekenstein (1947-2015), Amerikaans-Israëlisch theoretisch natuurkundige
- Georg von Békésy (1899-1972), Hongaars-Amerikaans biofysicus en Nobelprijswinnaar
- Lia van Bekhoven (1953), Nederlands journalist, auteur en correspondent
- Richard Bekins (1954), Amerikaans acteur
- Doeke Bekius (1922-2013), Nederlands politicus
- Majid Bekkas (1957), Marokkaans musicus
- Balthasar Bekker (1634-1698), Nederlands theoloog
- Felix de Bekker (1949), Nederlands politicus
- Wilhelmus de Bekker (1937), Nederlands rooms-katholiek bisschop
- Daniëlle Bekkering (1976), Nederlands schaatsster en wielrenster
- Wilhelmus Marinus Bekkers (1908–1966), Nederlands bisschop
- Wim Bekkers (1890-1957), Nederlands touwtrekker
- Dick van Bekkum (1925–2015), Nederlands medicus-radiobioloog
- Herman van Bekkum (1932-2020), Nederlands hoogleraar
- Fred Bekky (1944-2025), Belgisch zanger en componist

## Bel

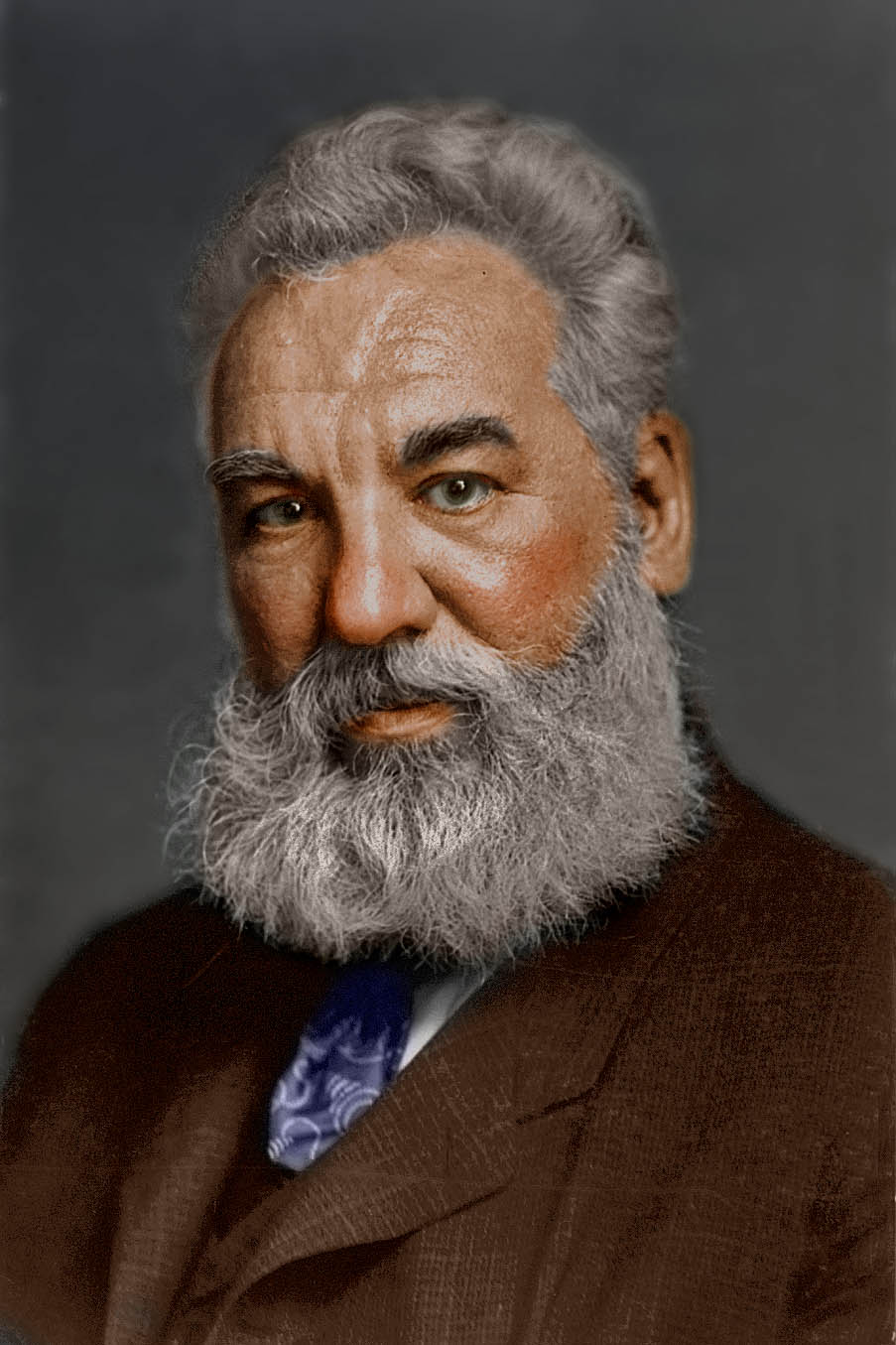
Alexander Graham Bell

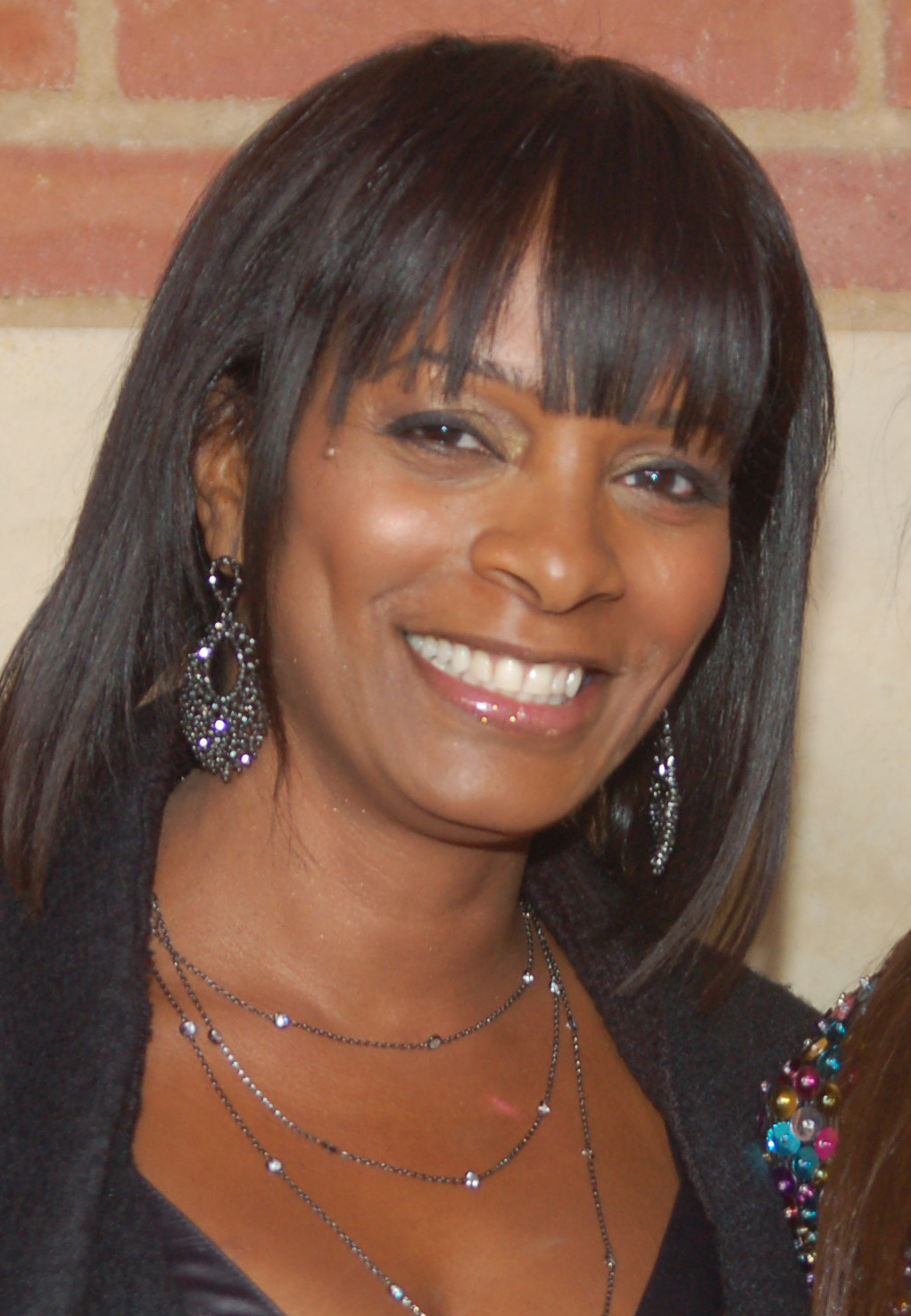
Vanessa Bell Calloway, 2010

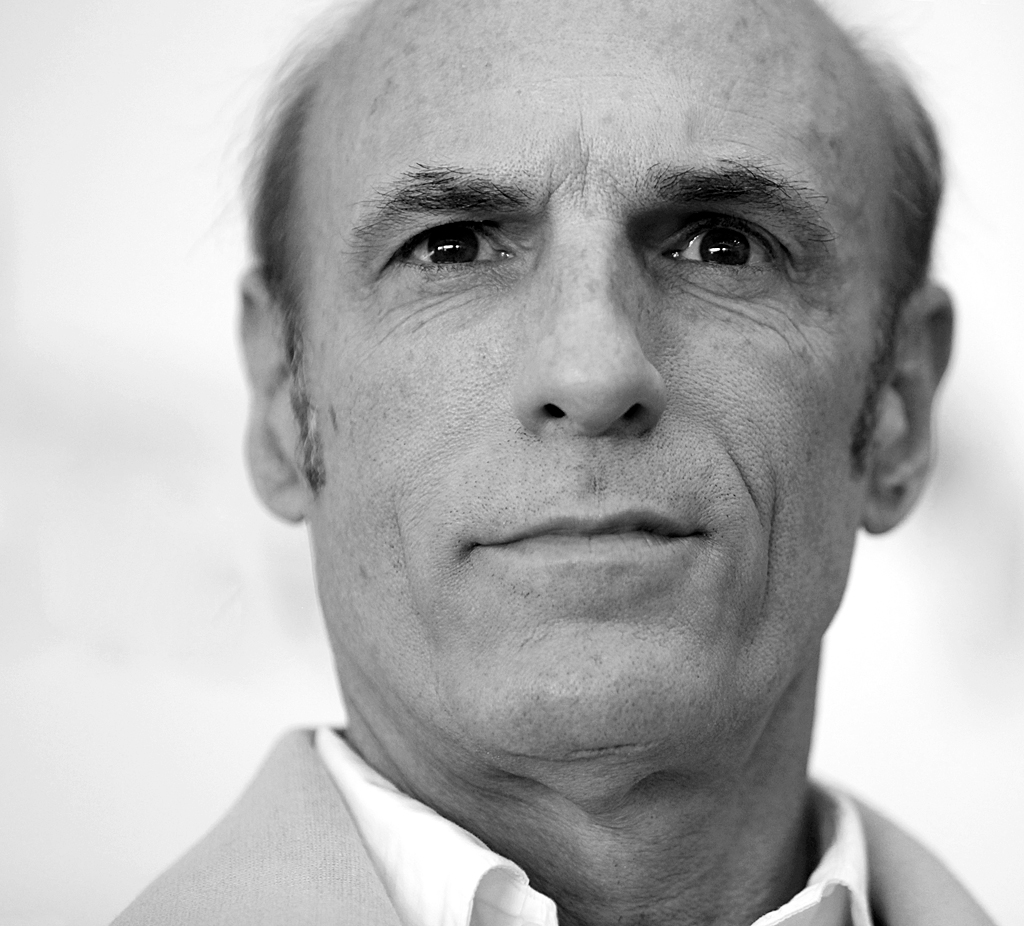
Ned Bellamy

- Barbara Bel Geddes (1922-2005), Amerikaans actrice
- Doris Belack (1926-2011), Amerikaans actrice
- August Belaen (1923-1998), Belgisch syndicalist en politicus
- Wim Belaen (1967), Belgisch dirigent, klarinettist en auteur
- Kenny Belaey (1983), Belgisch trialbiker
- Harry Belafonte (1927-2023), Amerikaans zanger
- Chokri Belaïd (1964-2013), Tunesisch politicus
- Anjelina Belakovskaia (1969), Oekraïens-Amerikaans schaakster
- David Belasco (1853-1931), Amerikaans scenarioschrijver, impresario, regisseur en theaterproducent
- Meredith Belbin (1926-2025), Brits wetenschapper
- Tanith Belbin (1984), Canadees-Amerikaans kunstschaatsster
- Belcampo, (1902-1990), Nederlands schrijver en arts (Herman Pieter Schönfeld Wichers)
- Guido Belcanto (1953), Vlaams (kleinkunst)zanger
- Patricia Belcher, Amerikaans actrice
- Mathew Belcher (1982), Australisch zeiler
- Natalie Venetia Belcon (1969), Amerikaans actrice en zangeres
- Bas Belder (1946), Nederlands leraar, journalist en politicus
- Claudia Belderbos (1985), Nederlands roeister
- Almensh Belete (1989), Ethiopisch-Belgisch atlete
- Jordan Belfi (1978), Amerikaans acteur
- Jaike Belfor (1978), Nederlands actrice
- Christine Belford (1949), Amerikaans actrice
- Edward Belfort (1965-2025), Surinaams politicus en televisiepresentator
- Fatimazhra Belhirch (1975), Nederlands politica
- Saïd Belhout (1975), Algerijns atleet
- Andrea Belicchi (1975), Italiaans autocoureur
- Paul Belien (1959), Vlaams journalist en ideoloog
- Édouard Belin (1876-1963), Frans uitvinder
- Édouard-Joseph Belin (1821-1892), Belgisch bisschop
- Daniël Belinfante (1893-1945), Nederlands componist
- Frederik Belinfante (1913-1991), Nederlands natuurkundige en hoogleraar
- Frieda Belinfante (1904-1995), Nederlands musicus en verzetsstrijdster
- Peter Belinfante (1951-2010), Nederlands politicus
- Belisarius (505-565), Byzantijns generaal
- Jean Béliveau (1931-2014), Canadees ijshockeyer
- Jean Béliveau (1955), Canadees wereldwandelaar
- Patrick Beljaards (1978), Nederlands honkballer
- Pavel Beljajev (1925-1970), Russisch ruimtevaarder
- Fouad Belkacem (1982), Belgisch-Marokkaans islamactivist
- Krim Belkacem (1922-1970), Algerijnse revolutionair en politiek figuur
- Rachid Belkacem (1978-2006), Nederlands vermeend misdadiger
- Essaïd Belkalem (1989), Algerijns voetballer
- Aaron Bell (1922-2003), Amerikaans jazzmusicus
- Alexander Graham Bell (1847-1922), Amerikaans uitvinder en industrieel
- Catherine Bell (1968), Brits actrice
- Coby Bell (1975), Amerikaans acteur
- David Bell (1981), Amerikaans basketballer
- Derek Bell (1941), Brits autocoureur
- Emma Bell (1986), Amerikaans actrice
- Greg Bell (1930-2025), Amerikaans atleet
- Madeline Bell (1942), Amerikaans gospelzangeres
- Mariah Bell (1996), Amerikaans kunstschaatsster
- Marshall Bell (1942), Amerikaans acteur
- Raja Bell (1976), Amerikaans basketballer
- Tobin Bell (1942), Amerikaans acteur
- Tony Bell (1913-2006), Vlaams acteur, komiek en zanger (Antoon van Cluysen)
- Vanessa Bell (1879-1961), Brits kunstschilderes en binnenhuisarchitecte
- Jocelyn Bell Burnell (1943), Brits astrofysicus
- Vanessa Bell Calloway (1957), Amerikaans actrice, filmproducente, filmregisseuse en scenarioschrijfster
- Rachael Bella (1984), Amerikaans actrice
- Joost Bellaart (1951-2020), Nederlands hockeycoach
- Edward Bellamy (1850-1898), Amerikaans auteur
- Ned Bellamy (1957), Amerikaans acteur
- Walt Bellamy (1939-2013), Amerikaans basketballer
- Ivan Bellarosa (1975), Italiaans autocoureur
- Roberto Bellarosa (1994), Belgisch zanger
- Mario Bellatin (1960), Peruviaans-Mexicaans schrijver
- Camilla Belle (1986), Amerikaans actrice
- Henri Bellechose (?-1440/1444), Vlaams kunstschilder
- Edmond Bellefroid (1893-1971), Nederlands kunstschilder en industrieel ontwerper
- Fred Bellefroid (1945-2022), Belgisch beeldhouwer
- Jan Baptist Bellefroid (1888-1971), Belgisch collaborateur en Vlaams activist
- Joannes Baptista Burchardus de Bellefroid (1790-1876), Nederlands edelman, militair en gouverneur der Residentie
- Joannes Henricus Paulus Bellefroid (1869-1959), Belgisch-Nederlands jurist, hoogleraar en Vlaams activist
- Marcel Bellefroid (1922-1944) Nederlands kunstschilder
- Marthe Bellefroid (1901-1979), Belgisch schrijfster, bekend onder het pseudoniem Rose Gronon
- Jehan Bellegambe, (ca. 1470-ca. 1535), Zuid-Nederlands kunstschilder
- Dirk Bellemakers (1984), Nederlands wielrenner
- Didier Bellens (1955-2016), Belgisch bestuurder en topfunctionaris
- Peter Bellens (1964), Belgisch politicus
- Rita Bellens (1962), Belgisch politica
- Roel Bellens (1951), Belgisch econoom en hoogleraar
- Juliano Belletti (1976), Braziliaans voetballer
- Rudolf Belling (1886-1972), Duits beeldhouwer
- Fabian Gottlieb von Bellingshausen (1778-1952), Russisch-Duits ontdekkingsreiziger
- Hannah Belliot (1947), Nederlands politica
- Carl Michael Bellman (1740-1795), Zweeds dichter en componist
- Stefan Bellmont (1989), Zwitsers darter
- Walden Bello (1945), Filipijns hoogleraar, politiek analist en activist
- Stefan Bellof (1957-1985), Duits autocoureur
- Saul Bellow (1915), Amerikaans schrijver
- Monica Bellucci (1964), Italiaans supermodel en actrice
- Yasmine Belmadi (1976-2009), Frans filmacteur van Algerijnse origine
- Jean-Paul Belmondo (1933), Frans acteur
- Mireia Belmonte (1990), Spaans zwemster
- Miodrag Belodedici (1964), Roemeens voetballer
- Joseba Beloki (1973), Spaans wielrenner
- Valentin Belon (1995), Frans voetballer
- Ljoedmila Belooesova (1935), Russisch kunstschaatsster
- Joelia Beloroekova (1995), Russisch langlaufster
- Melissa Belote (1956), Amerikaanse zwemster
- Marco Belotti (1988), Italiaans zwemmer
- Jevgeni Belov (1990), Russisch langlaufer
- Michael Belov (2001), Russisch autocoureur
- Vladimir Belov (1984), Russisch schaker
- Irina Belova (1968), Sovjet-Russisch/Russisch atlete
- Tatyana Beloy (1985), Vlaams-Belgisch actrice en presentatrice
- Jürgen Belpaire (1973), Belgisch voetballer
- Tom Belsø (1942), Deens autocoureur
- Chantal Beltman (1976), Nederlands wielrenster
- Ghita Beltman (1978), Nederlands wielrenster
- Anthony Beltoise (1979), Frans autocoureur
- Joey Beltram (1971), Amerikaans technoproducer
- Edson Beltrami (1965), Braziliaans componist, dirigent en professor in de muziek
- Giuseppe Beltrami (1889-1973), Italiaans geestelijke en kardinaal van de Katholieke Kerk
- Crispin Beltran (1933-2008), Filipijns politicus en vakbondsleider
- Marcos Arturo Beltrán-Leyva (1961-2009), Mexicaans drugsbaron
- James Belushi (1954), Amerikaans acteur en regisseur, broer van John Belushi
- John Belushi (1949-1982), Amerikaans acteur, broer van James Belushi
- Robert Belushi (1980), Amerikaans acteur, zoon van James Belushi
- Rémy Belvaux (1967-2006), Waals-Belgisch acteur, producent, regisseur en scenarioschrijver
- Richard Belzer (1944-2023), Amerikaans stand-upcomedian en acteur

## Bem
- Jean-Pierre Bemba (1962), Congo-Kinshasaans politicus, zakenman en verdachte
- Cliff Bemis (1948), Amerikaans acteur en zanger
- Jan van Bemmel (1938), Nederlands medisch informaticus en universiteitsrector
- Jacob Maarten van Bemmelen (1830-1911), Nederlands scheikundige
- Jacob Maarten van Bemmelen (1898-1982), Nederlands jurist
- Johan Frans van Bemmelen (1859-1956), Nederlands zoöloog en paleontoloog

## Ben
- Adrián Ben (1998), Spaans atleet

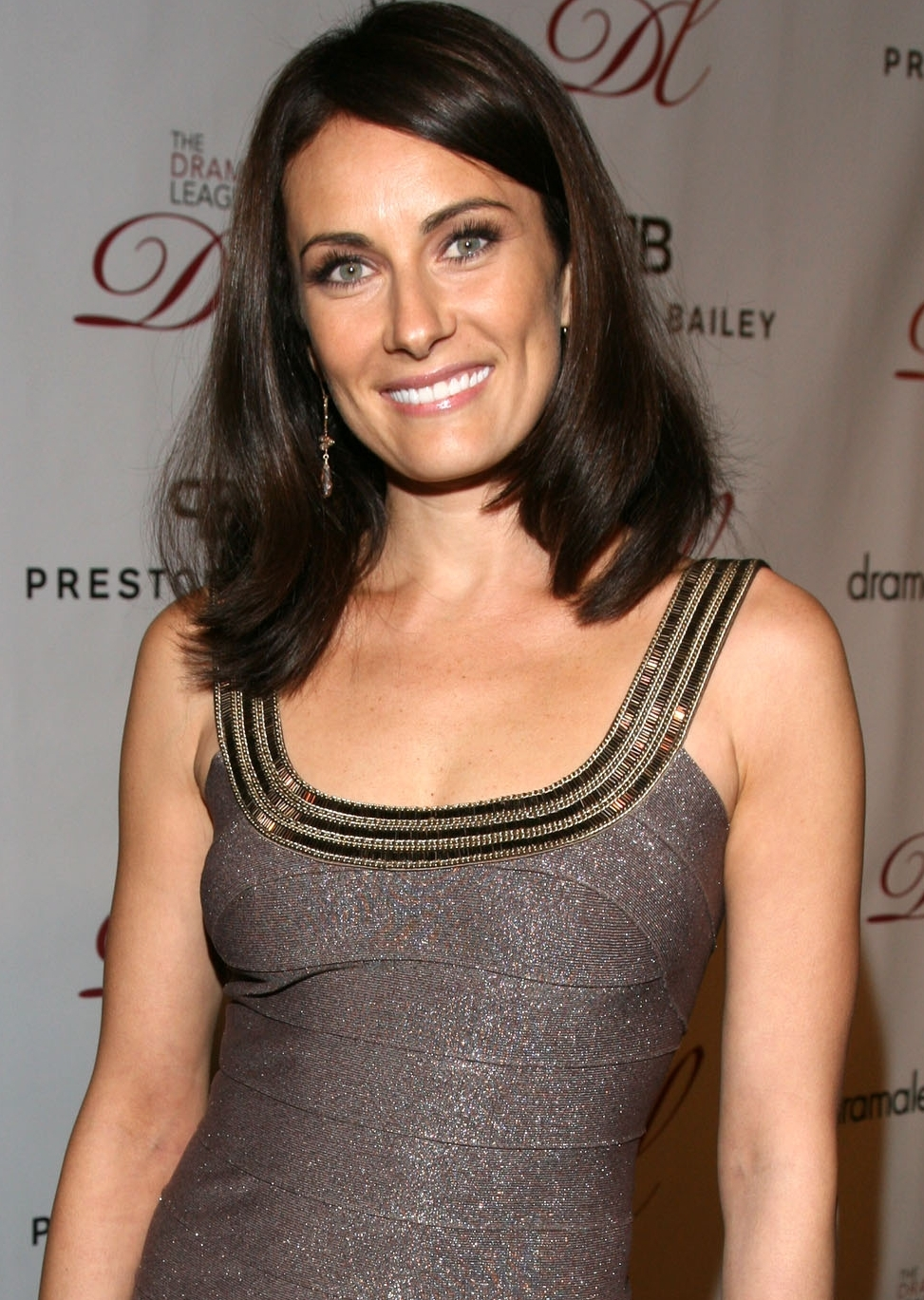
Laura Benanti

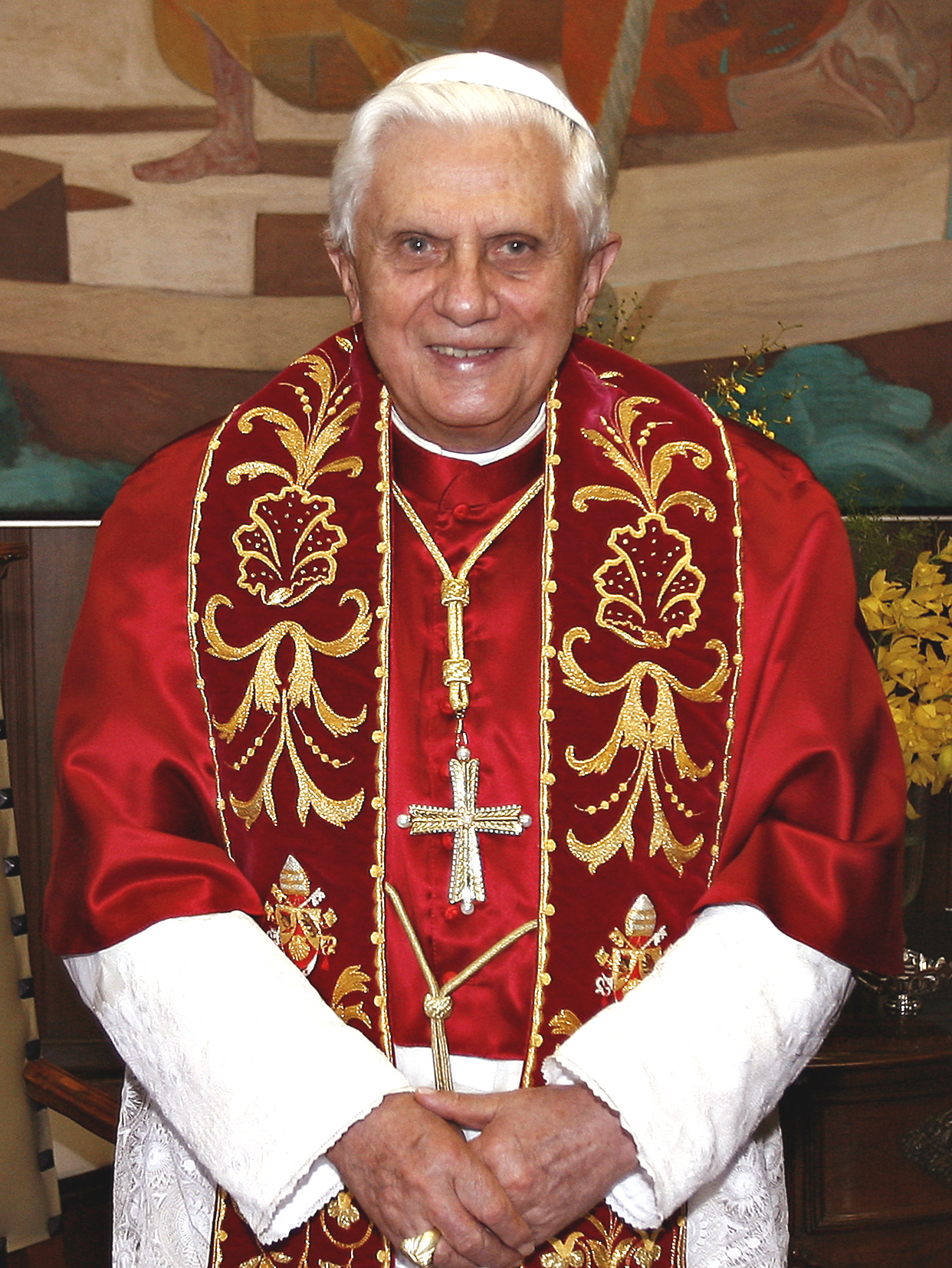
Paus Benedictus XVI

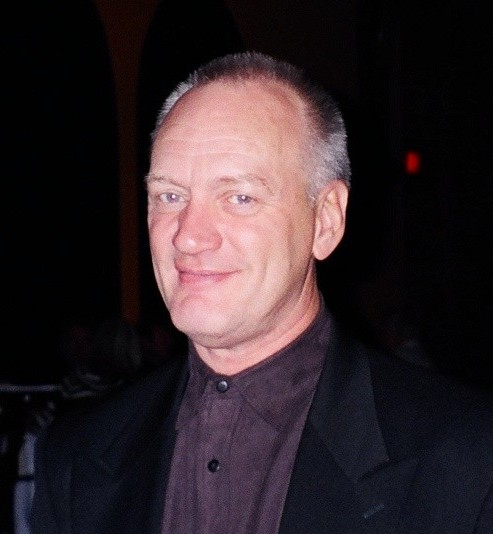
Nigel Bennett, 2004

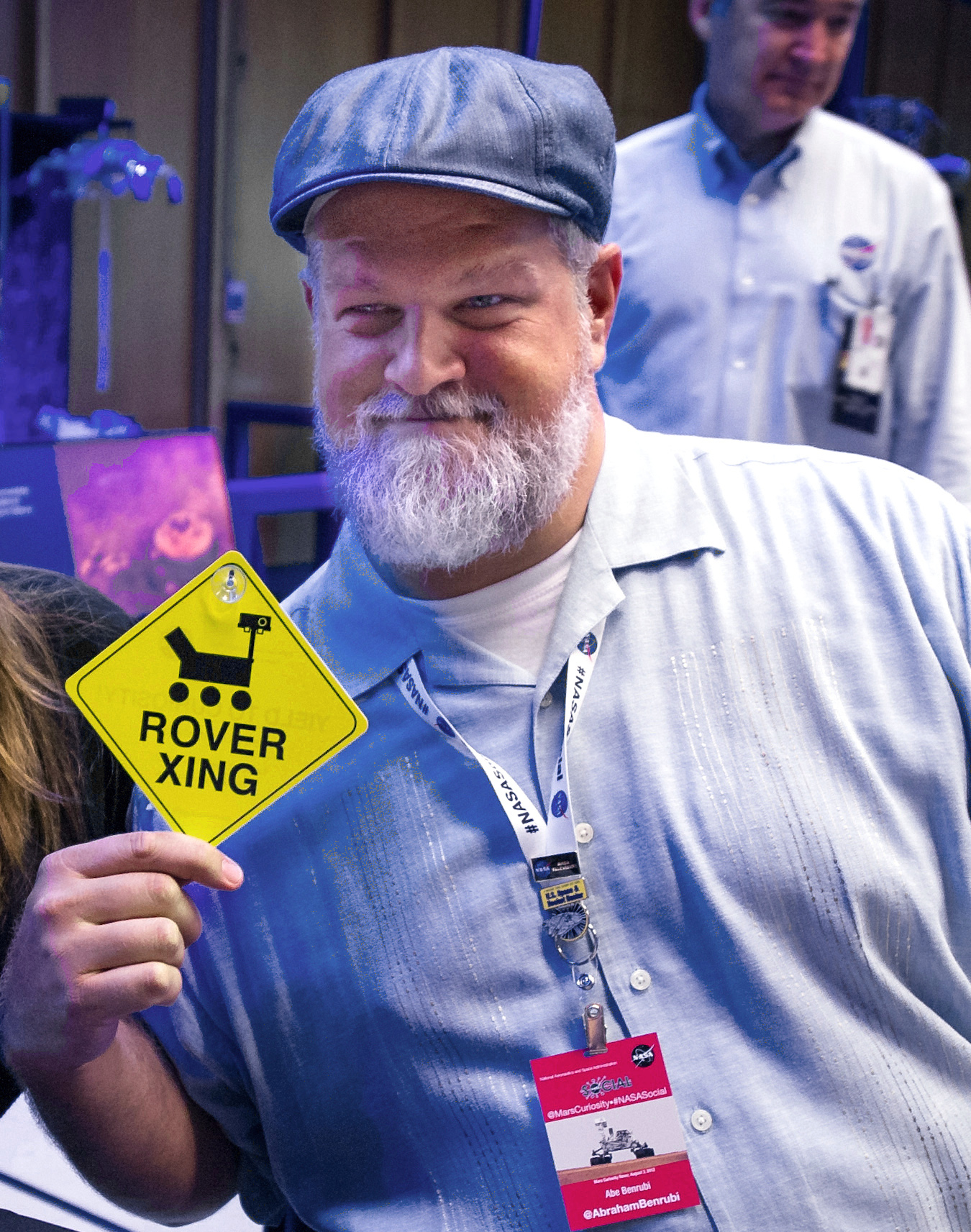
Abraham Benrubi, 2012

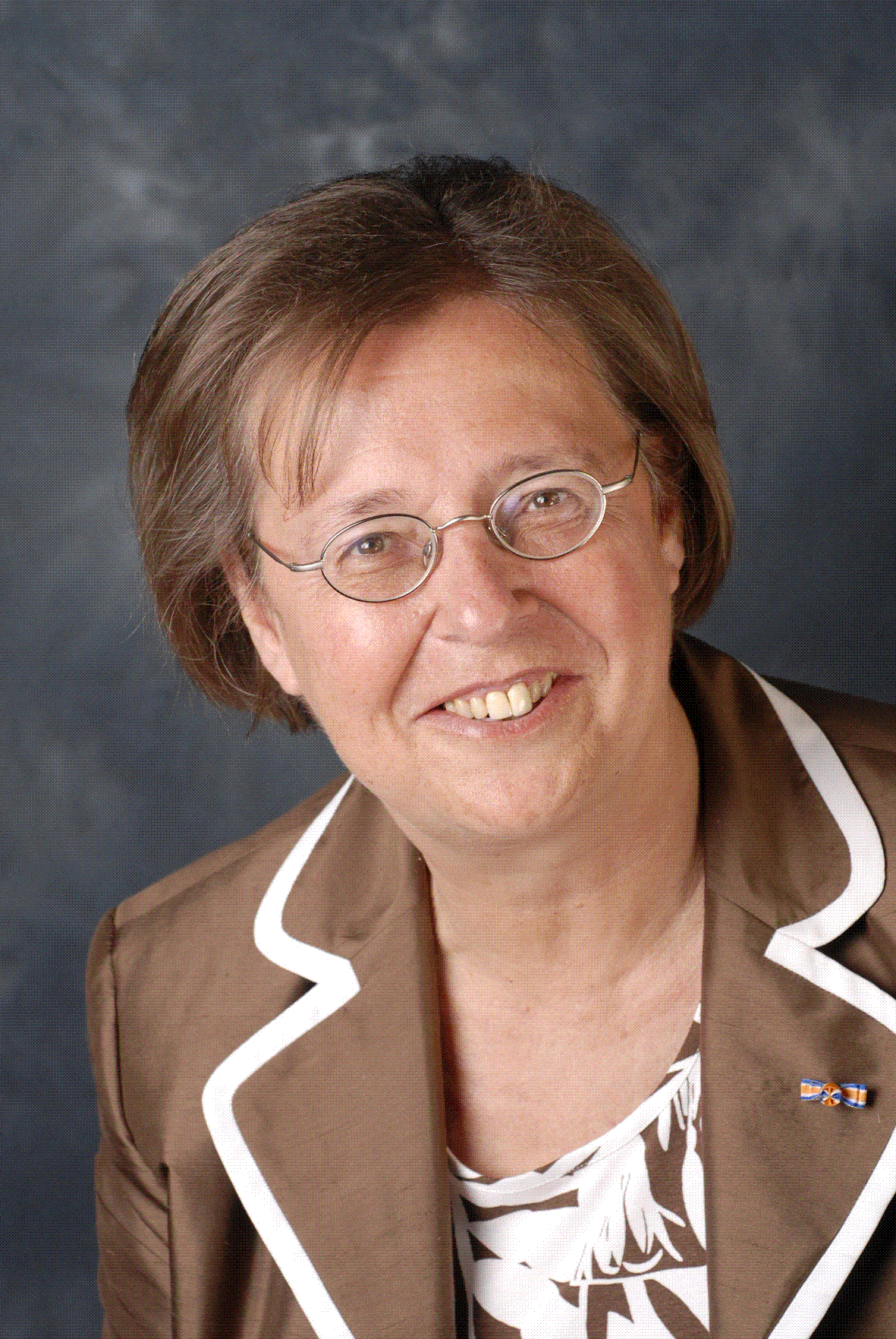
Jozien Bensing

- Rhadi Ben Abdesselam (1929-2000), Marokkaans atleet
- Kingsley Ben-Adir, Brits acteur
- Yitzhak Ben-Aharon (1906-2006), Israëlisch politicus, publicist en vakbondsbestuurder
- Nordin Benallal (1979), Marokkaans-Belgisch misdadiger
- Laura Benanti (1979), Amerikaans actrice
- Brad Benavides (2001), Amerikaans-Spaans autocoureur
- Miguel de Benavides (1550-1605), Spaans rooms-katholiek geestelijke
- Eliëzer Ben Jehoeda (1858-1922), Litouws-Palestijns-Joods taalkundige
- Abdelkader Benali (1975), Marokkaans-Nederlands schrijver
- Olga Benário Prestes (1908-1942) Duits-Braziliaans revolutionair
- Ralph Benatzky (1884-1957), Oostenrijks componist
- Yossi Benayoun (1980), Israëlisch voetballer
- Peter Benchley (1940-2006), Amerikaans schrijver
- Frantisek Benda (1709-1786), Boheems componist
- Friedrich Ludwig Benda (1746-1792), Duits componist
- Friedrich Wilhelm Heinrich Benda (1745-1814), Duits componist
- Georg Benda (1722-1795), Boheems componist
- Johann Benda (1713-1752), Boheems componist
- Stephan Bender (1989), Amerikaans acteur
- Martijn Benders (1971), Nederlands dichter
- Camilla Bendix (1971), Deens actrice
- Ralph Bendix (1924-2014), Duits zanger en producer
- Nicklas Bendtner (1988), Deens voetballer
- Bendt Bendtsen (1954), Deens politicus
- Ferenc Bene (1944-2006), Hongaars voetballer
- Igor Benedejčič (1969), Sloveens voetballer en voetbalcoach
- Edouard van Beneden (1846-1910), Belgisch embryoloog, bioloog en cytoloog
- Pierre-Joseph van Beneden (1809-1894), Belgisch paleontoloog en zoöloog
- Mario Benedetti (1920-2009), Uruguayaans schrijver en dichter
- Amy Benedict (1964), Amerikaans actrice
- Dirk Benedict (1945), Amerikaans acteur
- Rob Benedict (1970), Amerikaans acteur
- Lourdes Benedicto (1974), Amerikaans actrice
- Benedictus XII (1285-1342), Italiaans paus (1334-1342)
- Benedictus XIII (1328-1423), tegenpaus (1394-1417)
- Benedictus XIII (1649-1730), Italiaans paus (1724-1730)
- Benedictus XIV (1675-1758), Italiaans paus (1740-1758)
- Benedictus XV (1854-1922), Italiaans paus (1914-1922)
- Benedictus XVI (1927-2022), Duits paus (2005-2013)
- Peter Benenson (1921-2005), Brits jurist en mensenrechtenactivist
- Josep Maria Benet i Jornet (1940), Catalaans dramaturg en regisseur
- Walter Bénéteau (1972-2022), Frans wielrenner
- Buket Bengisu (1978), Turks zangeres
- Rasmus Bengtsson (1986), Zweeds voetballer
- Cesar Bengzon (1896-1992), Filipijns rechter
- Ed Benguiat (1927-2020), Amerikaans letterontwerper, kalligraaf en grafisch ontwerper
- David Ben-Gurion (1886-1973), Israëlisch premier (1948-1953 en 1955-1963)
- Paul Ben-Haim (1897-1984), Israëlisch componist
- Hasna Benhassi (1978), Marokkaans atlete
- Claudia Beni (1986), Kroatisch popmusicus
- Roberto Benigni (1952), Italiaans acteur en regisseur
- Tamarah Benima (1950), Nederlands journaliste, columniste, vertaalster en rabbijn
- Cristian Benítez (1986-2013), Ecuadoraans voetballer
- Conrado Benitez (1889-1971), Filipijns schrijver, journalist en universiteitsbestuurder
- Francisco Benitez (1887-1951), Filipijns universiteitsbestuurder
- Francisca Tirona-Benitez (1886-1974), Filipijns universiteitsbestuurder
- Helena Benitez (1914-2016), Filipijns politica en universiteitsbestuurder
- Hermen Benítez (1961), Ecuadoraans voetballer
- Higinio Benitez (1851-1928), Filipijns rechter en lid van het Malolos Congres
- Paz Marquez-Benitez (1850-1933), Filipijns schrijfster
- Pedro Manuel Benítez (1901-1974), Paraguayaans voetballer
- Rafael Benítez (1960), Spaans voetbalcoach
- Walter Benítez (1993), Argentijns voetballer
- Dudley Benjafield (1887-1957), Brits autocoureur
- Casey Benjamin (1978-2024), Amerikaans jazzmuzikant, producent en songwriter
- Joel Benjamin (1964), Amerikaans schaker
- Paul Benjamin (1938-2019), Amerikaans acteur
- Walter Benjamin (1892-1940), Duits filosoof
- Henk Benjamins (1946), Nederlands wielrenner
- Leon Benko (1983), Kroatisch voetballer
- Pál Benkő (1928-2019), Hongaars schaker
- Gottfried Benn (1886-1956), Duits schrijver
- Tony Benn (1925-2014), Brits politicus
- Anthony Benna (1987), Frans freestyleskiër
- Rinus Bennaars (1931-2021), Nederlands voetballer
- Mehdi Bennani (1983), Marokkaans autocoureur
- Daniele Bennati (1980), Italiaans wielrenner
- Cissy van Bennekom (1911-2005), Nederlands actrice
- Joost van Bennekom (1981), Nederlands atleet
- Plien van Bennekom (1971), Nederlands cabaretière
- Heinz Bennent (1921-2011), Duits acteur
- Gerrit Benner (1897-1981), Nederlands kunstschilder
- Abraham Bennet (1749-1799), Brits predikant en natuurkundige
- Julien Benneteau (1981), Frans tennisser
- Bob Bennett (1933-2016), Amerikaans senator
- Brian Bennett (1940), Brits rockmusicus
- Bruce Bennett (1906-2007), Amerikaans atleet en acteur
- Bryce Bennett (1992), Amerikaans alpineskiër
- Charles Bennett (1870-1949), Brits atleet
- Haley Bennett (1988), Amerikaans actrice en zangeres
- Jill Bennett (1975), Amerikaans actrice, filmregisseuse en filmproducente
- John Bennett (2003), Brits autocoureur
- Naftali Bennett (1972), Israëlisch politicus en ondernemer
- Nigel Bennett (1949), Brits/Canadees acteur
- Paul Bennett (1988), Brits roeier
- Richard Bennett (1936), Brits componist en pianist
- Tony Bennett (1926-2023), Amerikaans zanger
- William Bennett (1936-2022), Brits fluitist
- Carina Benninga (1962), Nederlands hockeyster
- Chester Bennington (1976), Amerikaans muziekartiest
- Bob Benny (1926-2011), Vlaams zanger
- Jack Benny (1894-1974), Amerikaans komiek
- Alain de Benoist (1943), Frans filosoof, schrijver en journalist
- Melissa Benoist (1988), Amerikaans actrice en zangeres
- Robert Benoist (1895-1944), Frans autocoureur en verzetsstrijder
- Adelin Benoît (1900-1954), Belgisch wielrenner
- Albert Benoit (1915-1995), Belgisch politicus
- Camille Benoît (1851-1923), Frans schrijver, componist, musicoloog, kunsthistoricus en museumconservator
- Chris Benoit (1967-2007), Canadees professioneel worstelaar
- David Benoit (1953), Amerikaans jazzpianist, componist en orkestleider
- Jérémy Benoit (1985), Frans wielrenner
- Joan Benoit (1957), Amerikaans atlete
- Peter Benoit (1834-1901), Belgisch componist
- Pierre Benoit (1886-1962), Frans schrijver en journalist
- Ted Benoît (1948-2016), Frans striptekenaar
- Yves Benoit (1949), Belgisch doctor in de geneeskunde, hoogleraar en oprichter van het Kinderkankerfonds
- Ali Benomar (1988), Nederlands voetballer
- Tiesj Benoot (1994), Belgisch wielrenner
- Abraham Benrubi (1969), Amerikaans acteur
- Abdelkader Bensalah (1941-2021), Algerijns politicus
- Anne-Marie Benschop, Nederlands schaakster
- Carla Benschop (1950-2006), Nederlands basketbalster en gymnastieklerares
- Nel Benschop (1918-2005), Nederlands dichteres
- Jozien Bensing (1950), Nederlands psycholoog
- George Benson (1943), Amerikaans jazzgitarist
- John Benson (1942-2010), Schots voetballer
- Mary Josephine Benson (1887-1965), Canadese dichter en journalist
- Wendy Benson (1971), Amerikaans actrice
- Evert van Benthem (1958), Nederlands schaatser
- Johan van Benthem (1949), Nederlands logicus en hoogleraar logica
- Johannes Bob van Benthem (1921-2006), Nederlands jurist
- Naomi Bentley (1982), Brits actrice
- Manuel Bento (1948-2007), Portugees voetbaldoelman
- Robert Benton (1932-2025), Amerikaans filmregisseur
- Lloyd Bentsen (1921-2006), Amerikaans politicus
- Conny van Bentum (1965), Nederlands zwemster
- Gunnar Bentz (1996), Amerikaans zwemmer
- Han Bentz van den Berg (1917-1976), Nederlands acteur en regisseur
- Paul Ben-Victor (1965), Amerikaans acteur
- Michael Benyaer (1970), Canadees/Amerikaans (stem)acteur
- Roberto Benzi (1937), Frans dirigent
- Réda Benzine (1971), Algerijns atleet
- Enrico Benzing (1932), Italiaans ingenieur en journalist
- Itzhak Ben-Zvi (1884-1963), Oekraïens-Israëlisch geschiedkundige en president van Israël
- Dolf Benz (1908-1988), Nederlands atleet

## Bep
- Fumiyuki Beppu (1983), Japans wielrenner

## Beq
- Aimé Bequet (1925), Belgisch atleet

## Ber

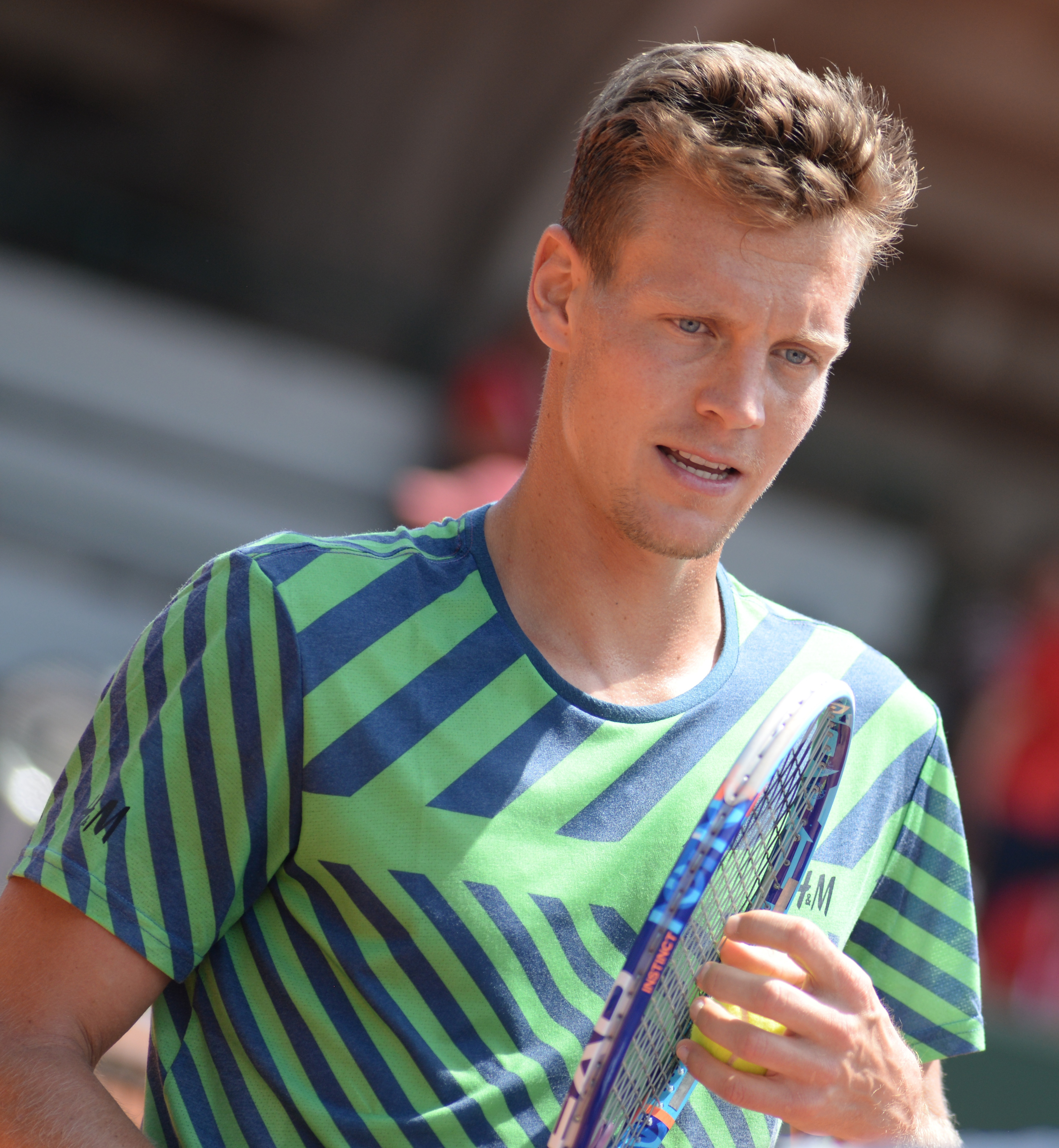
Tomáš Berdych (2015)

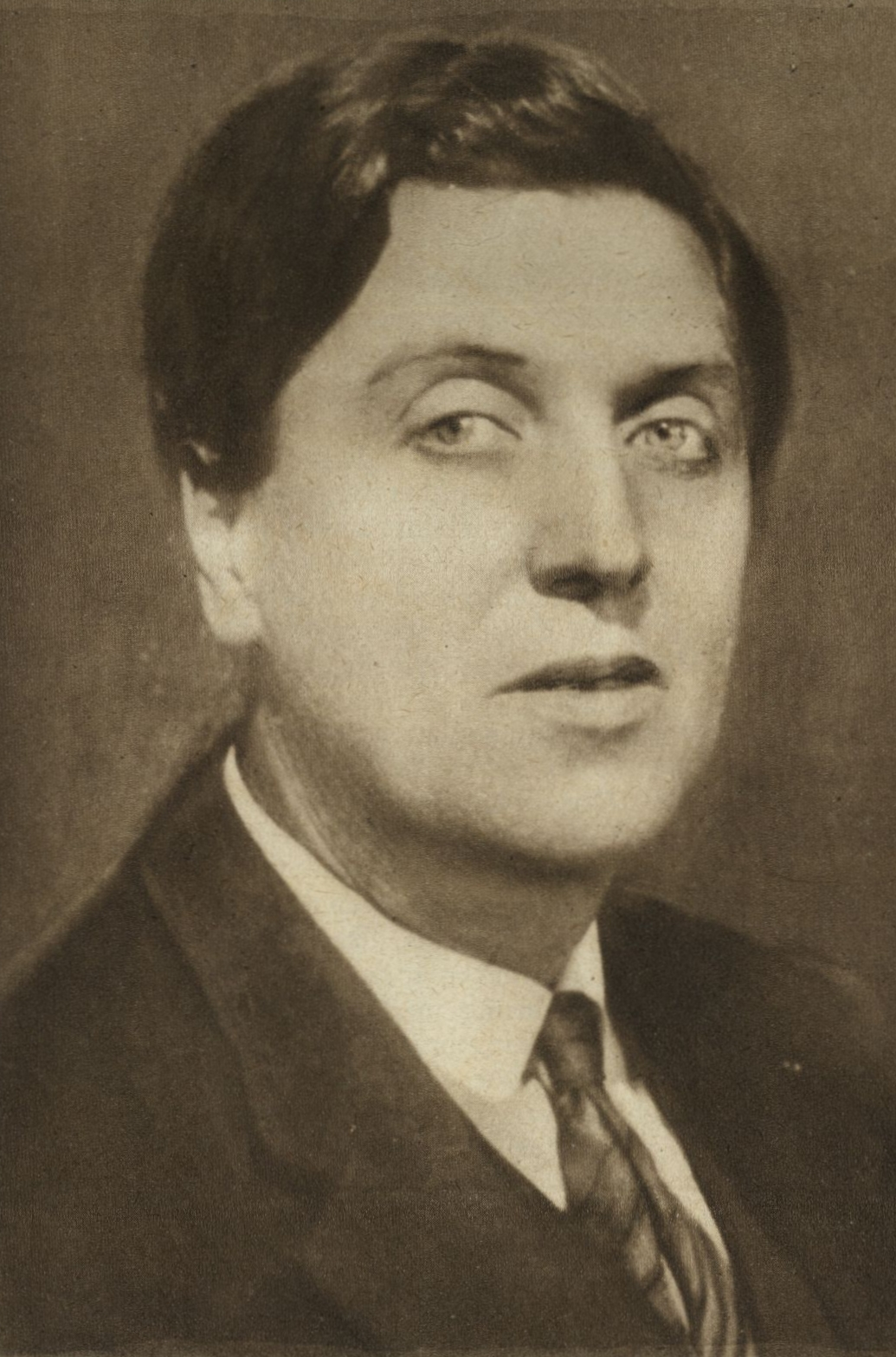
Alban Berg

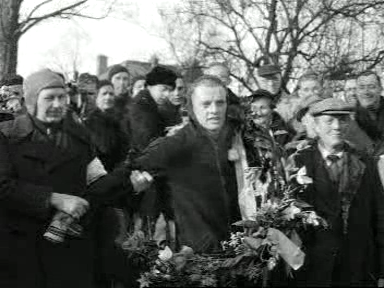
Jeen van den Berg

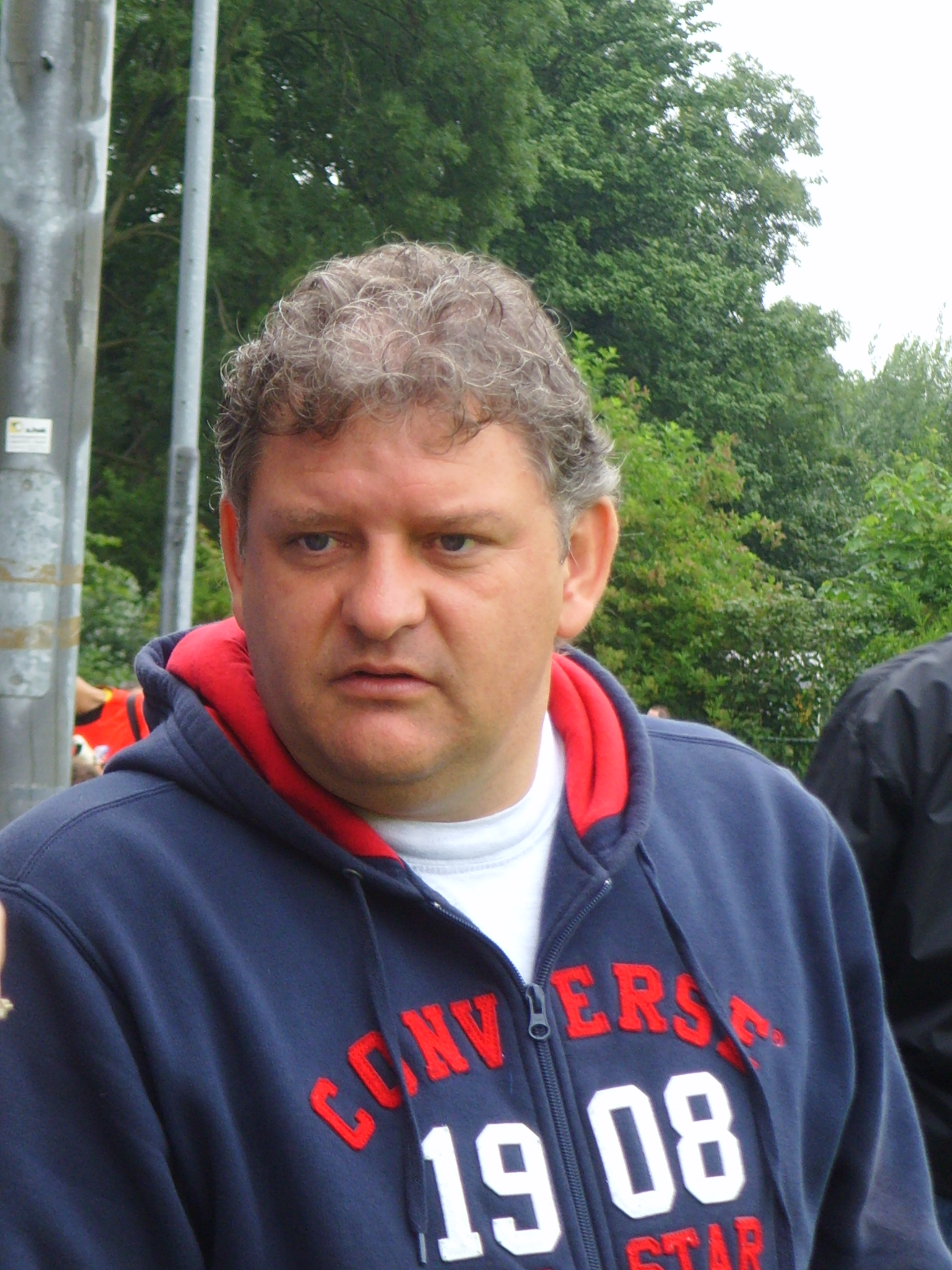
René van den Berg

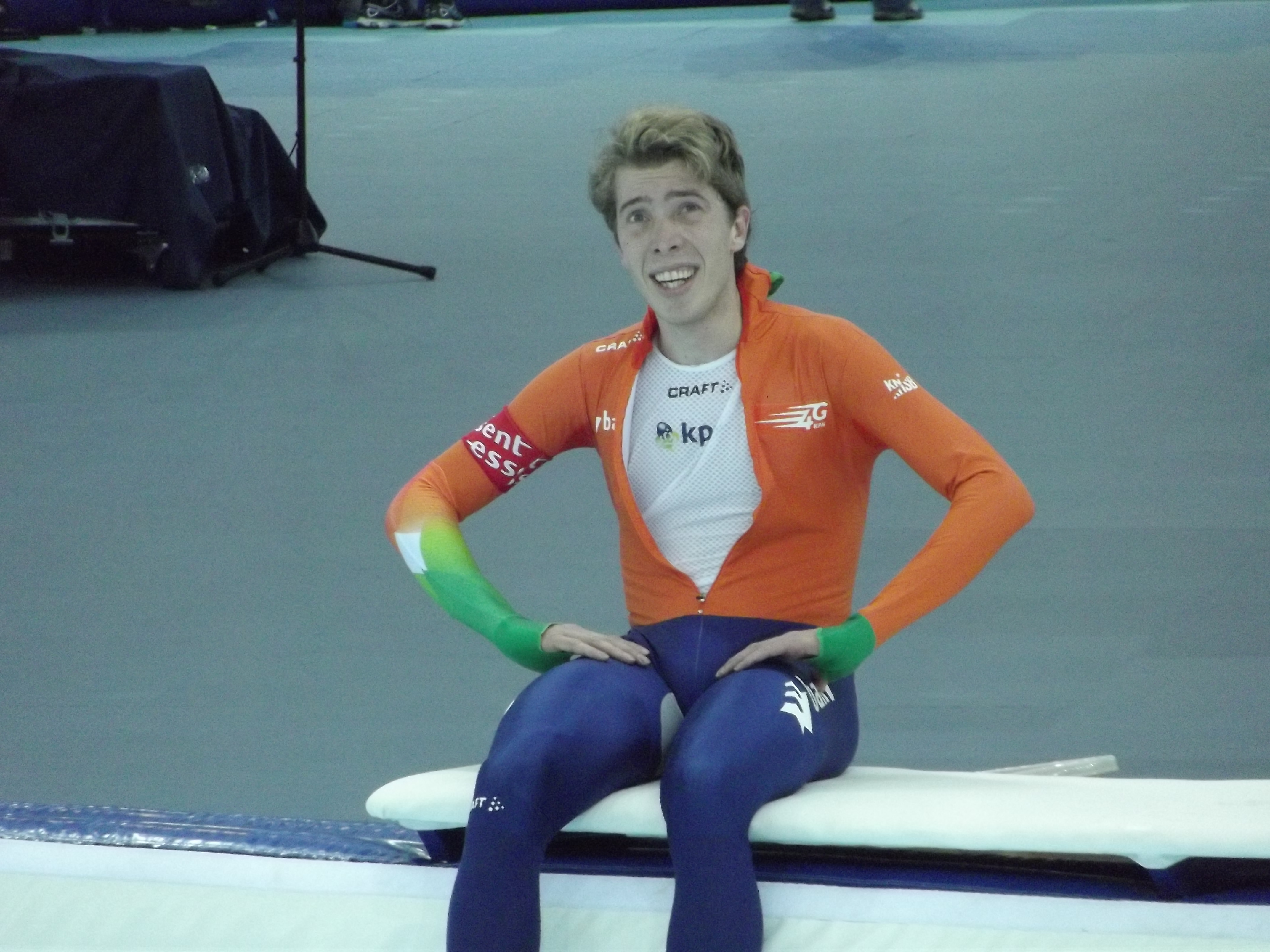
Jorrit Bergsma

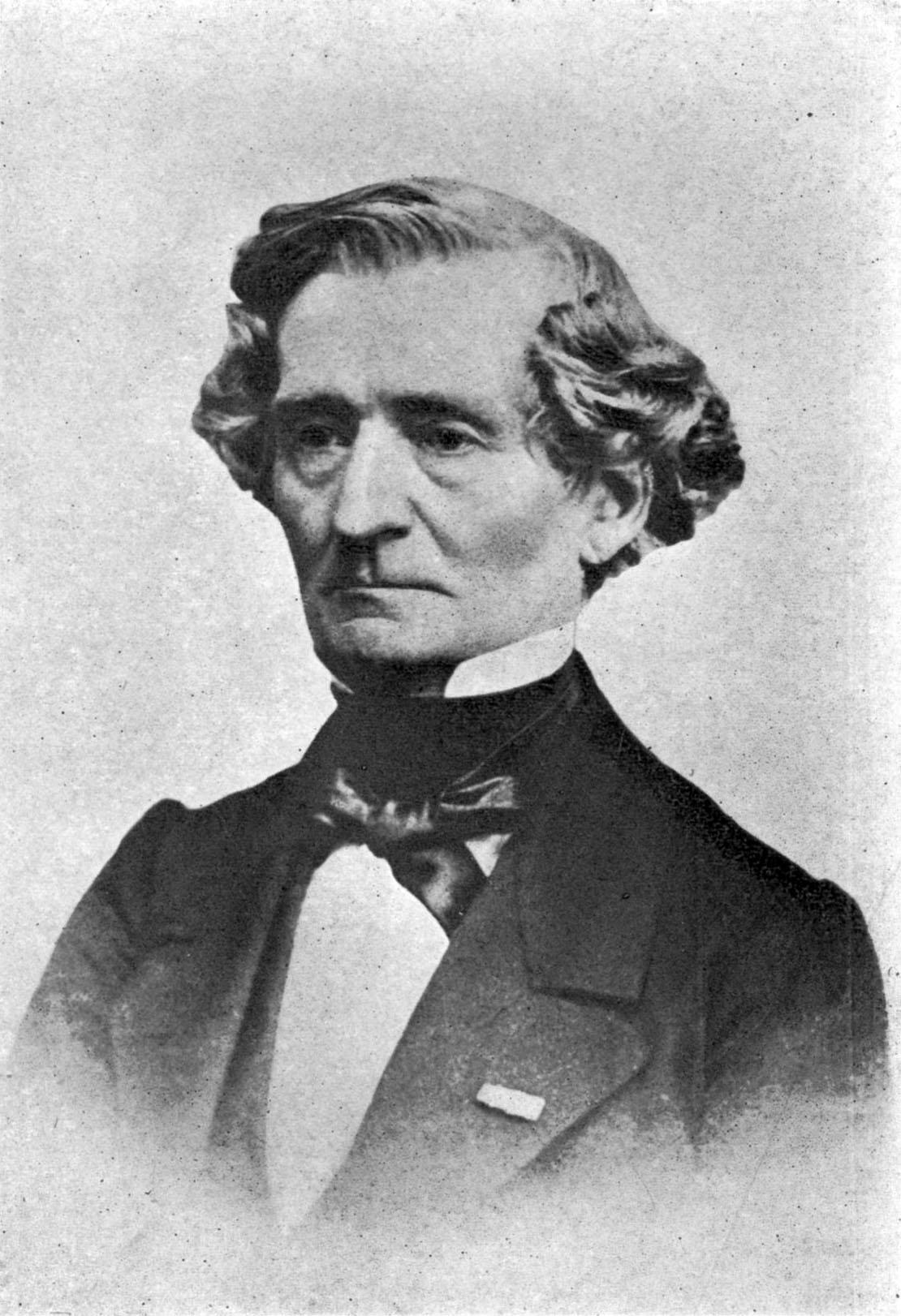
Hector Berlioz

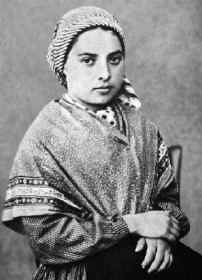
Sint Bernadette
Bernadette Soubirous

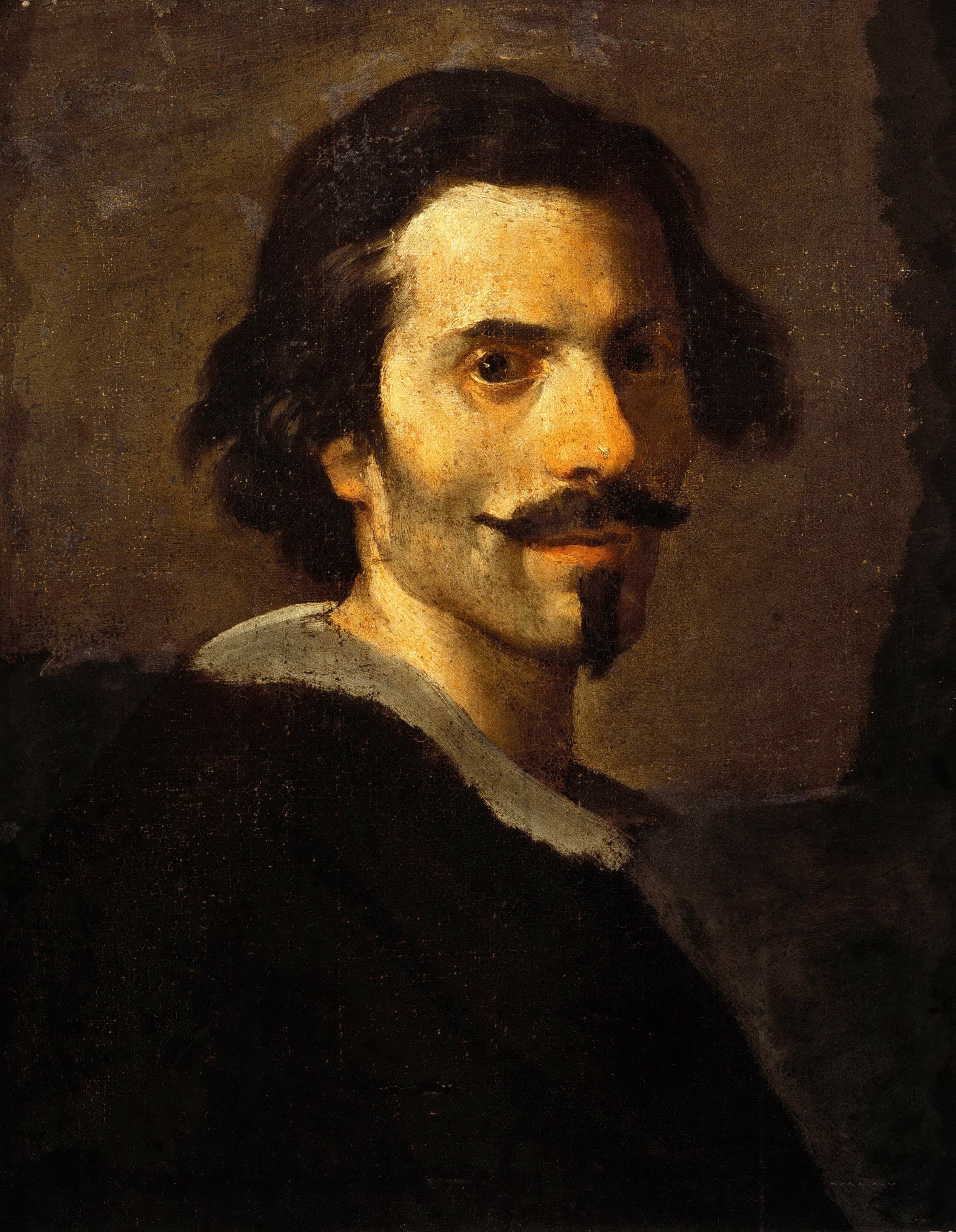
Gian Lorenzo Bernini

- Macha Béranger (1941-2009), Frans radiopersoonlijkheid en actrice
- Julien Bérard (1987), Frans wielrenner
- Giovanni Berchet (1783-1851), Italiaans dichter, schrijver en politicus
- Maria van Berckel (1632-1706), plaatsvervangend schepen van Dordrecht
- Ina van Berckelaer-Onnes (1942), Nederlands hoogleraar
- Gerrit Berckheyde (1638-1698), Nederlands kunstschilder
- Jean-Marie Berckmans (1953-2008), Belgisch schrijver
- John Bercow (1963), Brits politicus
- Zoltán Berczik (1937-2011), Hongaars tafeltennisser
- Nikolaj Berdjajev (1874-1948), Russisch filosoof
- Tomáš Berdych (1985), Tsjechisch tennisser
- Anna Berecz (1988), Hongaars alpineskiester
- Just Berends (1992), Nederlands voetballer
- Yves Berendse (1993), Nederlands zanger
- Ricky Berens (1988), Amerikaans zwemmer
- Jack Beresford (1899-1977), Brits roeier
- Eltjo van Beresteyn (1876-1848), Nederlands politicus, bestuurder en genealoog
- Georges Bereta (1946-2023), Frans voetballer
- Michele Beretta (1994), Italiaans autocoureur
- Evelyn Berezin (1925-2018), Amerikaans natuurkundige, informaticus en onderneemster
- Jelena Berezjnaja (1977), Russisch kunstschaatsster
- Justin Berfield (1986), Amerikaans acteur, producer en kindster
- Alban Berg (1885-1935), Oostenrijks componist
- Ed Berg (1932-2022), Nederlands bestuurskundige en politicus
- Else Berg (1877-1942), Joods-Duits-Nederlandse kunstschilderes
- Filip Berg (1986), Zweeds acteur
- Henning Berg (1969), Noors voetballer
- Johan Berg (1995), Noors freestyleskiër
- John Berg (1949-2007), Amerikaans acteur
- Karl Peter Berg (1907-1949), Duits kampcommandant
- Paul Berg (1926-2023), Amerikaans scheikundige en Nobelprijswinnaar
- Paul Berg (1991), Duits snowboarder
- Regine Berg (1958), Belgisch atlete
- Toon Berg (1877-1967), Nederlands glazenier
- Ad van den Berg (1944), Nederlands pedoactivist en politicus
- Brigitte van den Berg (1989), Nederlands politica
- Gerard van den Berg (1932-2009), Nederlands radio- en televisiepresentator
- Gert van den Berg (1935-2024), Nederlands politicus (SGP)
- Han van den Berg (1925), Nederlands roeier en ingenieur
- Isabel van den Berg (2005), Nederlands atlete
- Jacomina van den Berg (1909-1995), Nederlands gymnaste
- Jan Hendrik van den Berg (1914-2012), Nederlands psychiater
- Jeen van den Berg (1928-2014), Nederlands schaatser
- Joop van den Berg (1941-2023), Nederlands politicus
- Jozef van den Berg (1949-2023), Nederlands poppenspeler, acteur en kluizenaar
- Koos van den Berg (1942-2020), Nederlands politicus
- Lando van den Berg (1913-1969), Nederlands priester, beeldhouwer, glazenier, monumentaal kunstenaar, schilder en docent
- Lodewijk van den Berg (1932-2022), Amerikaans ruimtevaarder
- Max van den Berg (1946), Nederlands politicus
- Reinier van den Berg (1962), Nederlands meteoroloog en televisiepresentator
- René van den Berg (1962), Nederlands televisiepresentator
- Roy van den Berg (1988), Nederlands wielrenner
- Rudolf van den Berg (1949-2025), Nederlands filmregisseur
- Wilma van den Berg (1947), Nederlands sprintster
- Henk Bergamin (1936-2019), Nederlands politicus en sportbestuurder
- Teresa Berganza (1933-2022), Spaans klassieke zangeres (mezzosopraan )
- Abraham Berge (1851-1936), Noors politicus
- H.C. ten Berge (1938), Nederlands dichter
- Niels van den Berge (1984), Nederlands politicus
- Rinus van den Berge (1900-1972), Nederlands atleet
- Thomas Berge (1990), Nederlands zanger
- Willem Hendrik van den Berge (1905-1987), Nederlands politicus
- Jaap van den Berge (1948), Nederlands rechter
- Barbara van Bergen (1978), Nederlands paralympisch sportster
- Conny van Bergen (1938), Nederlands zangeres
- Huerta Milano Celvius Bergen (1914-?), Surinaams politicus
- Polly Bergen (1930-2014), Amerikaans actrice
- Berre Bergen (1962-2016), Belgisch bassist
- Werner Bergengruen (1892-1964), Duits schrijver
- Jos Bergenhenegouwen (1956-2023), Nederlands voice-over en stemacteur
- Chris Berger (1911-1965), Nederlands atleet
- Daniel Berger (1993), Amerikaans golfer
- Elles Berger (1940), Nederlands radio- en televisiepresentatrice
- Eric Berger (1936-2022), Nederlands bestuurder
- Helmut Berger (1944-2023), Oostenrijks acteur
- Hetty Berger (1920-1975), Nederlands actrice
- John Berger (1926-2017), Brits schilder, schrijver, dichter, criticus en essayist
- Simon J. Berger (1979), Zweeds acteur
- Óscar José Rafael Berger Perdomo (1946), Guatemalteeks president
- Marielle Berger Sabbatel (1990), Frans freestyleskiester
- Lee Bergere (1924-2007), Amerikaans acteur
- Gerard Bergers (1929-2007), Belgisch politicus
- Piet Bergers (1907-2001), Belgisch acteur
- Camiel van den Bergh (1978), Nederlands wielrenner
- George van den Bergh (1890-1966), Nederlands advocaat, rechter, rechtsgeleerde, politicus en sterrenkundige
- Govaert van den Bergh (1926-2005), Nederlands rechtshistoricus
- Hans van den Bergh (1932), Nederlands toneelrecensent, publicist, literatuur- en toneelwetenschapper
- Harry van den Bergh (1942-2020), Nederlands politicus
- Henriëtte van den Bergh (1838–1920), Belgisch kunstliefhebber, verzamelaar en museumoprichter
- Herman van den Bergh (1897-1967), Nederlands dichter
- Joris van den Bergh (1882-1953), Nederlands journalist
- Ricky van den Bergh (1980), Nederlands voetballer
- Samuel van den Bergh (1864-1941), Nederlands ondernemer
- Sidney van den Bergh (1898-1977), Nederlands zakenman en politicus
- Tara van den Bergh (1978), Nederlands mediapersoonlijkheid en naaktmodel
- Zadok van den Bergh (1859-1942), Nederlands advocaat, gemeenteraadslid en wethouder
- Lasse Berghagen (1945-2023), Zweeds zanger, liedjesschrijver en acteur
- Christoffel van den Berghe (ca. 1590-1642 of later), (Zuid-)Nederlands kunstschilder
- Frits van den Berghe (1883-1939), Belgisch schilder
- Wolfgang Graf Berghe von Trips (1928-1961), Duits autocoureur
- Gaston Berghmans (1926-2016), Vlaams acteur en komiek
- Herman Berghuis (1983), Nederlands zanger
- Friedrich Bergius (1884-1949), Duits scheikundige en Nobelprijswinnaar
- Dennis Bergkamp (1969), Nederlands voetballer
- Vera Bergkamp (1971), Nederlands politica en homorechtenactiviste
- Cees Bergman (1952-2017), Nederlands zanger, gitarist en liedschrijver
- Erik Bergman (1911-2006), Fins componist en dirigent
- Ingmar Bergman (1918-2007), Zweeds film- en toneelregisseur
- Ingrid Bergman (1915-1982), Zweeds actrice
- Jos Bergman (1940), Nederlands schilder en acteur
- Torbern Olof Bergman (1735-1784), Zweeds scheikundige en mineraloog
- Alexander Bergmann (1987), Duits snowboarder
- Anton Bergmann (1835-1874), Belgisch schrijver en advocaat
- Arnfinn Bergmann (1928-2011), Noors schansspringer
- Barbara Bergmann (1927-2015), Amerikaans econoom
- Ernest Bergmann (1841-1925), Belgisch politicus
- George Bergmann (1805-1893), Belgisch advocaat en politicus
- Gretel Bergmann (1914-2017), Duits-Amerikaans atlete
- Harald Bergmann (1965), Nederlands politicus
- Juliette Bergmann (1958), Nederlands bodybuilder
- Mette Bergmann (1962), Noors atlete
- Richard Bergmann (1919-1970), Oostenrijks-Engels tafeltennisser
- Sabine Bergmann-Pohl (1946), Duits politica
- Jörg Bergmeister (1976), Duits autocoureur
- Carlo Bergonzi (ca. 1683-1747), Italiaans viool- en snaarinstrumentbouwer
- Carlo Bergonzi (1924-2014), Italiaans tenor
- Raymond-Célestin Bergougnan (1858-1942), Frans ondernemer
- Kajsa Bergqvist (1976), Zweeds atlete
- Torgeir Bergrem (1991), Noors snowboarder
- Edo Bergsma (1862-1948), Nederlands politicus en bestuurder
- Jorrit Bergsma (1986), Nederlands langebaan- en marathonschaatser
- Léon Bergsma (1997), Nederlands voetballer
- Henri Bergson (1857-1941), Frans filosoof
- Sune Karl Bergström (1916-2004), Zweeds biochemicus en Nobelprijswinnaar
- Lemi Berhanu Hayle (1994), Ethiopisch atleet
- Lavrenti Beria (1899-1953), Georgisch-Sovjet-Russisch politicus en directeur veiligheidsdienst
- Boris Berian (1992), Amerikaans atleet
- Vitus Bering (1681-1741), Deens ontdekkingsreiziger
- Eline Berings (1986), Belgisch hordeloopster
- Luciano Berio (1925-2003), Italiaans componist
- Jan Willem Berix (1907-1945), Nederlands verzetsstrijder
- Gait L. Berk (1927-2006), Nederlands schrijver en cineast
- Jeroen van den Berk (1979), Nederlands hoofdredacteur en journalist
- John van den Berk (1967), Nederlands motorcrosser
- George Berkeley (1685-1753), Brits-Iers filosoof
- Xander Berkeley (1955), Amerikaans acteur
- Willie Berkers (1950), Nederlands kunstschilder
- Hendrikus Berkhof (1914-1995), Nederlands predikant en theoloog
- Aleksandr Berkoetov (1833-2012), Sovjet roeier
- Aster Berkhof (1920-2020), Belgisch schrijver
- Christine Marie Berkhout (1893-1932), Nederlands mycologe
- Cornelius Berkhout (1892-1958), Nederlands pianist en pianopedagoog
- Jan Berkhout (1930-2019), Nederlands burgemeester
- Jan Berkhout (1940-2018), Nederlands priester
- Lida Berkhout (1952), Nederlands atlete
- Lobke Berkhout (1980), Nederlands zeilster
- Pim Berkhout (1974), Nederlands schaatser
- Rudie Berkhout (1946-2008), Nederlands-Amerikaans holograaf
- Thomas Berkhout (1984), Nederlands wielrenner
- Herman Berkien (1942-2005), Nederlands cabaretier en zanger
- Elizabeth Berkley (1972), Amerikaans actrice
- Katharine Berkoff (2001), Amerikaans zwemster
- Oton Berkopec (1906-1988), Sloveens slavist en criticus
- Gerrit Cornelis Berkouwer (1903-1996), Nederlands theoloog
- Arie Berkulin (1939-2025), Nederlands beeldhouwer
- Karolien Berkvens (1986), Nederlands schrijfster
- Cato Berlage (1889-1976), Nederlands illustrator, graficus, batikkunstenaar en boekbandontwerper
- Hendrik Petrus Berlage (1856-1934), Nederlands architect
- Milton Berle (1908-2002), Amerikaans acteur, zanger en schrijver
- Elwyn Berlekamp (1940-2019), Amerikaans wiskundige en informaticus
- Dick Berlijn (1950), Nederlands generaal
- Irving Berlin (1888-1989), Joods-Amerikaans componist
- Isaiah Berlin (1909-1997), Joods-Brits filosoof
- Emile Berliner (1851-1929), Duits-Amerikaans elektrotechnicus en uitvinder
- Hans Berliner (1929-2017), Amerikaanse schaker
- Hector Berlioz (1803-1869), Frans componist
- Silvio Berlusconi (1936-2023), Italiaans ondernemer en politicus (o.a. premier)
- Bart Berman (1938), Nederlands-Israëlisch pianist
- Julie Marie Berman (1983), Amerikaans actrice
- Lazar Berman (1930-2005), Russisch pianist
- Lyle Berman (1941), Amerikaans zakenman en pokerspeler
- Pavel Bermondt-Avalov (1877-1974), Russisch krijgsheer
- Andrés Bermúdez Viramontes (1950-2009), Mexicaans-Amerikaans politicus en ondernemer
- Angel Bermudez (1950/51), Arubaans politicus
- Manuel Berná García (1915-2011), Spaans componist en dirigent
- Sint Bernadette (1844-1879), Frans heilige
- Stéphane Bernadis (1974), Frans kunstschaatser
- Antoni Bernadó (1966), Andorrees atleet
- Luc Bernaert (1966), Belgisch atleet
- Egan Bernal (1997), Colombiaans wielrenner
- Ishmael Bernal (1938-1996), Filipijns filmregisseur
- Salvador Bernal (1945-2011), Filipijns decorontwerper
- Bernard van Clairvaux (1091-1153), monnik en theoloog
- Alain Bernard (1983), Frans zwemmer
- Alice Bernard (1961), Belgisch syndicaliste, politica en maatschappelijk werker
- Carlos Bernard (1962), Amerikaans acteur
- Claude Bernard (1813-1878), Frans fysioloog
- Cornelis (Cor) Bernard (1934-2021), Nederlands politicus
- Daniel Bernard (1914-1962), Nederlands oorlogsmisdadiger
- Daniël Jean Bernard (1626-1714), heer van Kattenbroek
- Ed Bernard (1939), Amerikaans acteur
- Émile Bernard (1868-1941), Frans kunstschilder en schrijver
- Éric Bernard (1964), Frans autocoureur
- François Bernard (1914-2003), Belgisch hoorspelacteur
- Frits Bernard (1920-2006), Nederlands psycholoog, seksuoloog en schrijver
- Henri Bernard (1890-1972), Belgisch politicus
- Henri Bernard (1900-1987), Belgisch militair historicus
- Jean-François Bernard (1962), Frans wielrenner
- John Bernard (1937-2024), Nederlands meteoroloog en televisiepresentator
- Joseph Antoine Bernard (1866-1931), Frans beeldhouwer
- Julie Bernard (1980), Belgisch actrice
- Julien Bernard (1992), Frans wielrenner
- Kurt Bernard (1977), Costa Ricaans profvoetballer
- Louis Bernard (1878-1959), Belgisch politicus
- Luc-Dominique Bernard (1941), Belgisch politicus
- Martyn Bernard (1984), Brits atleet
- Olivier Bernard (1979), Frans voetballer
- Paul Bernard (1866-1947), Frans romanschrijver en dramaturg, bekend onder het pseudoniem Tristan Bernard
- Pierre Bernard (1942), Frans grafisch kunstenaar
- Raymond Bernard (1891-1977), Frans filmregisseur en scenarioschrijver
- Rodolphe Julien Joseph Bernard (1889-1951), Belgisch politicus en vakbondsbestuurder
- Susan Bernard (1948), Amerikaans actrice en model
- Tristan Bernard (1866-1947), Frans romanschrijver en dramaturg
- Luca Bernardi (2001), San Marinees motorcoureur
- Antonio Bernardo (19??), Zwitsers autocoureur
- Constancio Bernardo (1913-2003), Filipijns kunstschilder
- Joseph Bernardo (1929-2023), Frans zwemmer
- René Bernards (1953), Nederlands oncoloog en hoogleraar
- Joaquin Bernas (1932-2021), jezuïet en emeritus-decaan
- Hugo Bernatzik (1897-1953), Oostenrijks etnoloog, reiziger en fotograaf
- Magda Berndsen (1950), Nederlands politicus en politiefunctionaris
- Sonja Bernd't (artiestennaam van Sonja Johanna Ossedrijver) (1938-2023), Nederlands zangeres en sieradenmaakster
- Péter Bernek (1992), Hongaars zwemmer
- Tim Berners-Lee (1955), Brits uitvinder en ontwikkelaar van het World Wide Web
- Bernhard van Lippe-Biesterfeld (1911-2004), echtgenoot van koningin Juliana
- Bernhard van Nassau-Beilstein († 1556), graaf van Nassau-Beilstein (1499-1556)
- Franz Bernhard (1934-2013), Duits beeldhouwer
- Thomas Bernhard (1931-1989), Oostenrijks schrijver
- Timo Bernhard (1981), Duits autocoureur
- Patrick Bernhardt (1971), Duits autocoureur
- Rudolf Bernhardt (1925-2021), Duits rechtsgeleerde en rechter
- Sarah Bernhardt (1844-1923), Frans actrice
- Warren Bernhardt (1938-2022), Amerikaanse pianist
- Ernst Bernheim (1850-1942), Duits mediëvist
- Gian Lorenzo Bernini (1598-1680), Italiaans architect en beeldhouwer
- Bernlef (8e eeuw), Nederlands-Fries dichter
- J. Bernlef (1937-2012), Nederlands schrijver en dichter
- Berno van Reichenau (ca. 978-1048), abt en muziektheoreticus
- Daniel Bernoulli (1700-1782), Zwitsers wis- en natuurkundige
- Jakob Bernoulli (1654-1705), Zwitsers wis- en natuurkundige
- Johann Bernoulli (1667-1748), Zwitsers wis- en natuurkundige
- Adam Bernstein (1960), Amerikaans regisseur en scenarioschrijver
- Carl Bernstein (1944), Amerikaans journalist
- Daniel J. Bernstein (1971), Amerikaans wiskundige
- Eduard Bernstein (1850-1932), Duits socialist
- Elmer Bernstein (1922-2004), Amerikaans componist
- Felix Bernstein (1878-1956), Duits wiskundige
- Fritz Bernstein (1890-1971), Israëlisch politicus
- Leonard Bernstein (1918-1990), Amerikaans componist
- Ossip Bernstein (1882-1962), Oekraïens schaker
- Richard Bernstein (1932-2022), Amerikaans filosoof
- Emil Bernstorff (1993), Brits-Deens autocoureur
- Hedda Berntsen (1976), Noors (freestyle)skiester
- István Bernula (1978), Hongaars autocoureur
- Eugène Berode (1931-2011), Vlaams taalkundige
- Berossus (4e eeuw v.Chr.), Mesopotamisch geschiedschrijver
- Michael Berrer (1980), Duits tennisser
- Yoka Berretty (artiestennaam van Johanna Meijeringh) (1928-2015), Nederlands actrice en zangeres
- Claude Berri (1934-2009), Frans regisseur, acteur, scriptschrijver en filmproducent
- Franck Berrier (1984), Frans voetballer
- Chuck Berry (1926-2017), Amerikaans rockmusicus
- Halle Berry (1966), Amerikaans actrice
- Joos Berry (1990), Zwitsers freestyleskiër
- Kendre Berry (1991), Amerikaans acteur
- Lucille Berry-Haseth (1937), Curaçaos dichter, redacteur, vertaler en taalactivist
- Mike Berry (1942-2025)), Brits zanger en acteur
- Thomas Berry (1914-2009), Amerikaans theoloog en cultuurhistoricus
- Eugenio Bersellini (1936-2017), Italiaans voetballer en voetbaltrainer
- Silvia Bertagna (1986), Italiaans freestyleskiester
- Ivaldo Bertazzo (1939), Braziliaans danser en choreograaf
- Ron Berteling (1957), Nederlands ijshockeyer
- Giuseppe Bertello (1942), Italiaans geestelijke
- Christel Bertens (1983), Nederlands bobsleeër en atlete
- Bertha van Westerburg (-1418), Duitse adellijke vrouw
- Gerard Bertheloot (1906-1950), Belgisch atleet
- Frederic Berthold (1991), Oostenrijks alpineskiër
- Petrus Bertholet (1600-1638), Frans-Portugees zeevaarder, martelaar en zalige
- Nathanaël Berthon (1989), Frans autocoureur
- Guy Bertin (1954), Frans motorcoureur
- Arthur Bertinchamps (1893-1970), Belgisch syndicalist
- Hilaire Bertinchamps (1895-1973), Belgisch politicus
- Bertinus (ca. 615-ca. 709), heilige, benedictijn, missionaris
- Guerino Bertocchi (1907-1981), Italiaans autocoureur
- Bernardo Bertolucci (1941-2018), Italiaans schrijver en filmregisseur
- Carolyn Bertozzi (1966), Amerikaans biochemicus
- Bertrada de oudere, overgrootmoeder van Karel de Grote
- Rüdiger Bertram (1967), Duits schrijver van jeugdliteratuur
- William Bertram (1880-1933), Canadees acteur en filmregisseur
- Joep Bertrams (1946), Nederlands politiek tekenaar
- Joseph Bertrand (1822-1900), Frans wiskundige
- Julie Winnefred Bertrand (1891-2007), Canadees oudst levende vrouw ter wereld
- Louis Bertrand (1856-1943), Belgisch politicus en schrijver
- Olivia Bertrand (1989), Frans alpineskiester
- Christina Bertrup (1976), Zweeds curlingspeelster
- Gerrit Berveling (1944), Nederlands esperantist
- Christiane Bervoets (1948-2023), Belgisch zangeres, bekend onder de artiestennaam Samantha
- Marguerite Bervoets (1914-1944), Belgisch verzetsstrijdster
- René Bervoets (1947), Belgisch atleet
- Jöns Jacob Berzelius (1779-1848), Zweeds scheikundige
- Alexander Berzin (1944), Amerikaans boeddholoog en tibetoloog
- Eduard Berzin (1894-1938), Lets tsjekist
- Jevgeni Berzin (1970), Russisch wielrenner
- Alfons Bērziņš (1916-1987), Lets schaatser
- Andris Bērziņš (1944), Lets politicus

## Bes

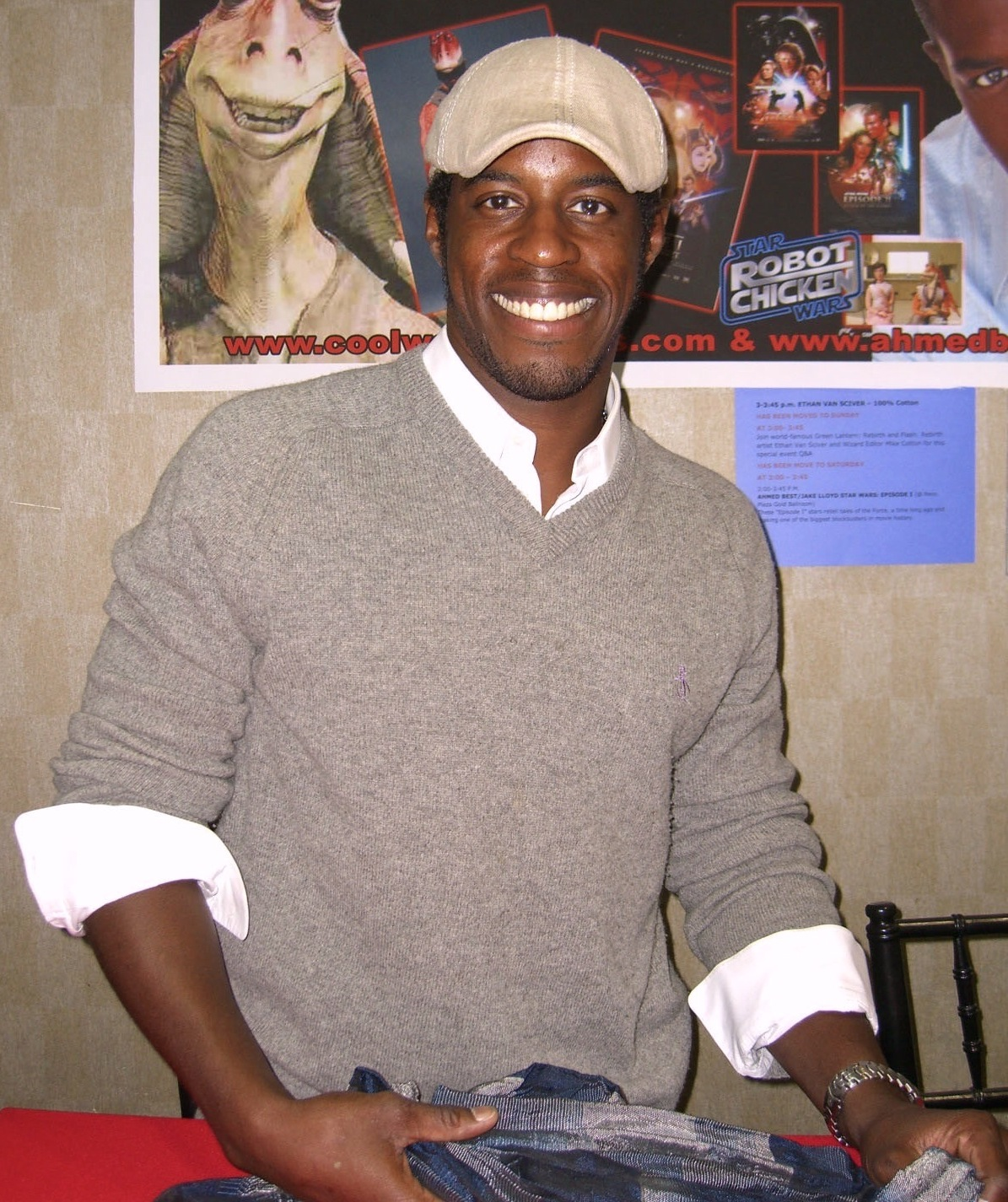
Ahmed Best, 2010

- Arturo Alessandri Besa (1923-2022), Chileens advocaat, zakenman en politicus
- Guillfred Besaril (1974), Arubaans politicus
- Bibi Besch (1940-1996), Oostenrijks actrice
- Khalil Beschir (1983), Libanees autocoureur
- Anaïs Bescond (1987), Frans biatlete
- Péter Besenyei (1956), Hongaars piloot
- Éva Besnyő (1910-2003), Hongaars-Nederlands fotografe
- Basilios Bessarion (ca. 1400-1472), Byzantijns-Italiaans aartsbisschop en kardinaal
- Friedrich Bessel (1784-1846), Duits astronoom en wiskundige
- Leonard Besselink (1955), Nederlands rechtsgeleerde
- Paul Bessem (?), Nederlands fotograaf en verzetsstrijder
- Piet Bessem (1892-1964), Belgisch bestuurder
- Saar Bessem (1907-1996), Nederlands zangeres en componist
- Albert Bessemans (1888-1973), Belgisch geneeskundige en rector
- Louis Bessems (1892-?), Belgisch voetballer
- Jean-Baptiste Bessières (1768-1813), Frans generaal en maarschalk
- Aleksandr Bessmertnych (1986), Russisch langlaufer
- Bruno Besson (1979), Frans autocoureur
- Colette Besson (1946-2005), Frans atlete
- Laid Bessou (1976), Algerijns atleet
- Ahmed Best (1973), Amerikaans acteur, filmproducent, filmregisseur, scenarioschrijver en muzikant
- George Best (1946-2006), Brits voetballer
- Pete Best (1941), Brits drummer

## Bet

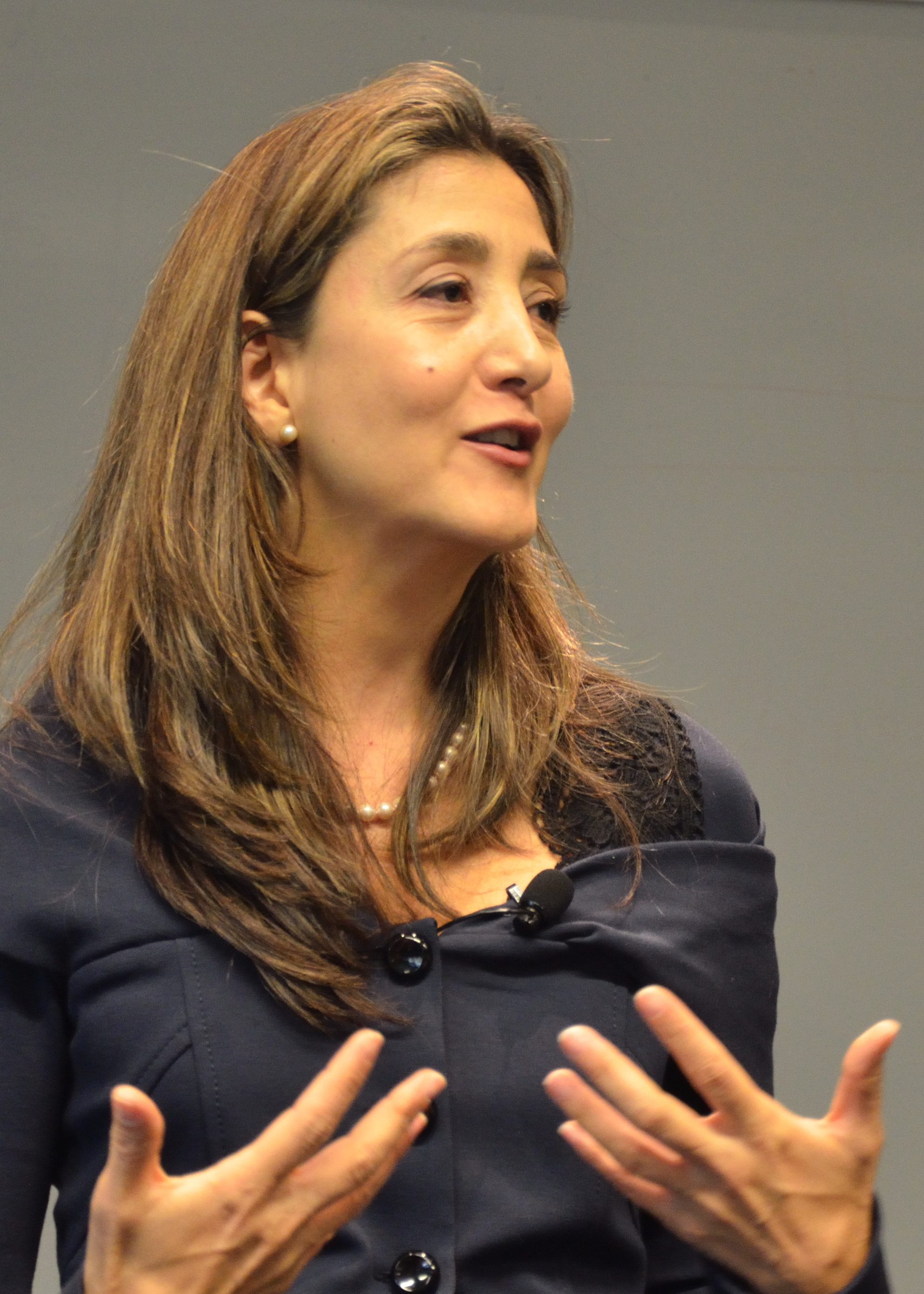
Íngrid Betancourt

- Íngrid Betancourt (1961), Frans-Colombiaans politica
- Maria Bethânia (1946), Braziliaans zangeres
- Hans Bethe (1906-2005), Duits-Amerikaans natuur- en sterrenkundige
- Vera Beths (1946), Nederlands violiste
- John Betjeman (1906-1984), Engels dichter en literatuurcriticus
- Jelena Betsjke (1966), Russisch kunstschaatsster
- Alain Bettagno (1968), Belgisch voetballer
- Paul Bettany (1971), Brits acteur
- Jean-Christophe Bette (1977), Frans roeier
- Liliane Bettencourt (1922-2017), Frans onderneemster
- Matt Bettencourt (1975), Amerikaans golfer
- Gary Bettenhausen (1941-2014), Amerikaans autocoureur
- Tony Bettenhausen (1916-1961), Amerikaans autocoureur
- Tony Bettenhausen jr. (1951-2000), Amerikaans autocoureur en teameigenaar
- Prudent Bettens (1943-2010), Belgisch voetballer
- Sam Bettens (1972), Belgisch zanger
- Enrico Bettera (1971), Italiaans autocoureur
- Umberto Betti (1922-2009), Italiaans geestelijke en kardinaal
- Paolo Bettini (1974), Italiaans wielrenner
- Daisy Betts (1982), Australisch actrice
- Eric Betzig (1960), Amerikaans natuurkundige en Nobelprijswinnaar

## Beu

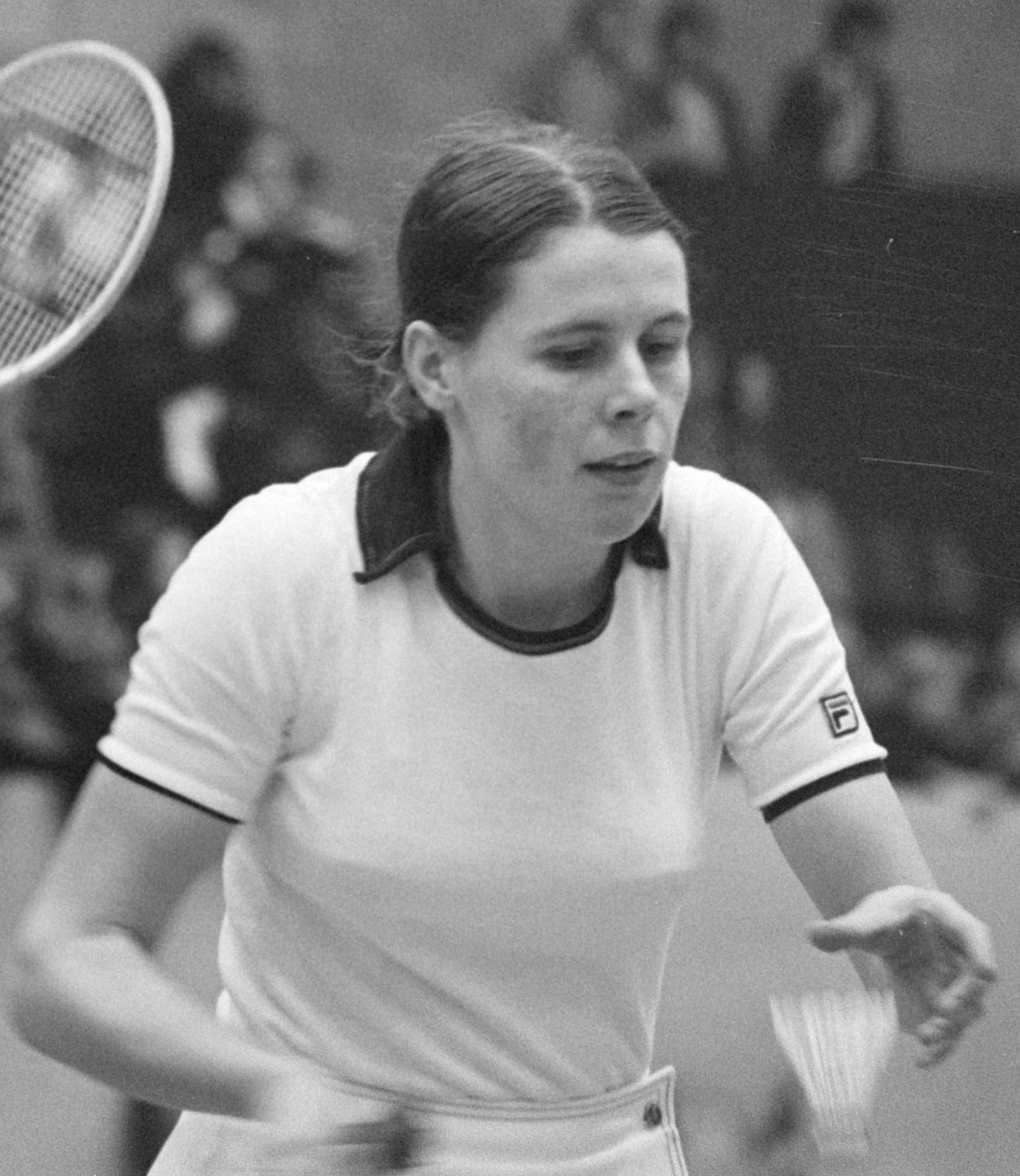
Joke van Beusekom

- Eddy Beugels (1944-2018), Nederlands wielrenner
- Arie van den Beukel (1933), Nederlands natuurkundige en publicist
- Hammy de Beukelaer (1930-2018), Nederlands acteur enstuntman\
- Detmer Beukenhorst (1946), Nederlands rechter
- Marco Beukenkamp (1963), Nederlands atleet
- René Beuker (1965), Nederlands wielrenner
- Barbara van Beukering (1966), Nederlands journaliste
- Cootje van Beukering-Dijk (1941-2013), Nederlands bestuurder
- Jhon van Beukering (1983), Nederlands voetballer
- Henriette Beukers-Lenselink (1937-2024), Nederlands publiciste, uitgever en ondernemer
- André Beullens (1930-1976), Belgisch kunstschilder
- Bouke Beumer (1934-2022), Nederlands politicus en econoom
- Stefan Beumer (1981), Nederlands atleet
- Toos Beumer (1947), Nederlands zwemster
- Joy Beune (1999), Nederlands schaatsster
- Coenraad van Beuningen (1622-1693), Nederlands diplomaat en burgemeester
- Daniël George van Beuningen (1877-1955), Nederlands ondernemer
- Geurt van Beuningen (1565-1633), Nederlands zakenman en burgemeester
- Jacques Beurlet (1944-2020), Belgisch voetballer
- Carla Beurskens (1952), Nederlands atlete
- Det de Beus (1958-2013), Nederlands hockeyster
- Jos de Beus (1952-2013), Nederlands politicoloog en hoogleraar
- Joke van Beusekom (1952), Nederlands badmintonster
- Willem van Beusekom (1947-2006), Nederlands omroepdirecteur, presentator en radio-dj
- Gerard Beuselinck (1921), Belgisch advocaat, bestuurder en politicus
- Manu Beuselinck (1970), Belgisch politicus
- Anton Beuving (1902-1977), Nederlands tekstschrijver
- Gerard Beuvink (1902-1970), Nederlands verzetsstrijder in de Tweede Wereldoorlog en politieambtenaar.
- Elly van Beuzekom-Lute (1951), Nederlands atlete

## Bev
- Edward Bevan (1907-1988), Brits roeier
- John de Bever (1965), Nederlands zanger en voetballer
- Jan van Beveren (1948-2011), Nederlands voetballer
- Wil van Beveren (1911-2003), Nederlands atleet en sportjournalist
- Wil van Beveren (1945), Nederlands voetballer
- Patrick Beverley (1988), Amerikaans basketballer
- Guillaume Cornelis Beverloo (Corneille) (1922-2010), Nederlands kunstschilder en beeldhouwer
- Cees Bevers (1926–2015), Nederlands burgemeester en rechter
- Agathe Louise van Beverwijk (1907-1963), Nederlands mycoloog en botanicus
- Kirk Bevins (1986), Engels caller
- France Bevk (1890-1970), Sloveens schrijver

## Bex
- Emmanuel Bex (1959), Frans jazzorganist
- Flor Bex (1937), Belgisch kunstkenner
- Jos Bex (1946), Vlaams politicus en zakenman
- Stijn Bex (1976), Vlaams politicus
- Olle Bexell (1909-2003), Zweeds atleet
- Claude de Bexon (1736-1807), Frans bisschop in de Zuidelijke Nederlanden

## Bey

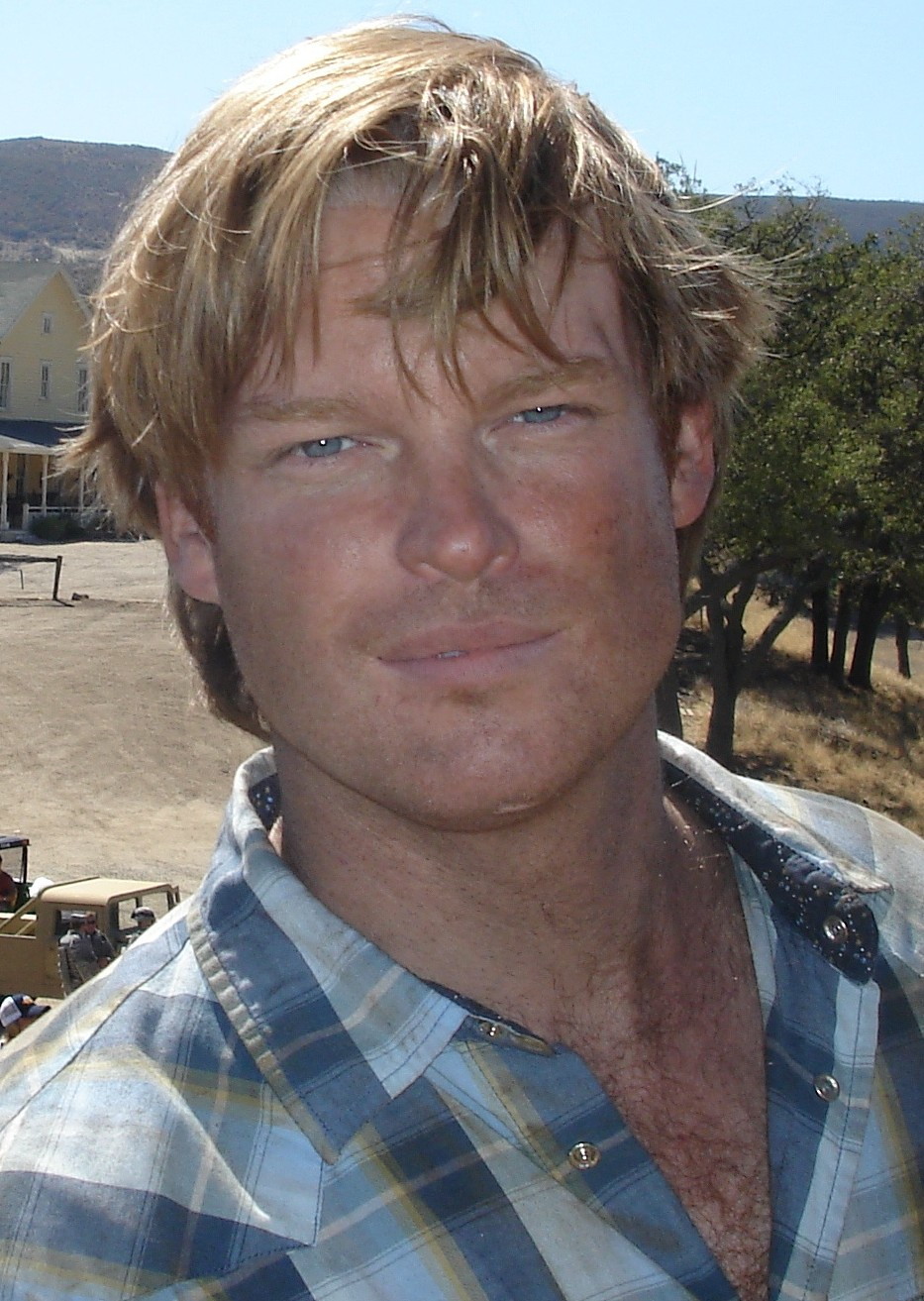
Brad Beyer

- Saddiq Bey (1999), Amerikaans basketballer
- Kristof Beyens (1983), Belgisch atleet
- Luc Beyens (1959), Belgisch voetballer
- Rita Beyens (1942), Belgisch atlete
- Brad Beyer (1973), Amerikaans acteur
- Frank Beyer (1932-2006), (Oost-)Duits filmregisseur
- Luc Beyer (1933-2018), Belgisch presentator, journalist, auteur en politicus
- Udo Beyer (1956), Oost-Duits atleet
- Ward Beysen (1941-2005), Vlaams politicus

## Bez
- Alemayehu Bezabeh (1986), Ethiopisch-Spaans atleet
- Sisay Bezabeh (1977), Australisch atleet
- Vladislav Bezborodov (1973), Russisch voetbalscheidsrechter
- K.W.L. Bezemer (1899-1991), Nederlands maritiem historicus